# Victoria (British Columbia)
Victoria ist die Hauptstadt der kanadischen Provinz British Columbia. Sie liegt am Südzipfel von Vancouver Island und hat ihren Ursprung in einem im Jahre 1843 errichteten Handelsposten der Hudson’s Bay Company. Der Name geht auf Königin Victoria zurück. Im Kern hat die Stadt knapp 92.000 Einwohner, die Metropolregion rund 400.000.
Unter dem Namen Fort Victoria wurde die Stadt zum Zentrum des Pelzhandels in den westlichen Gebieten Kanadas. Sie entstand in einem Gebiet, das von den Küsten-Salish bewohnt war, einer großen Gruppe indianischer Ethnien, die im Nordwesten der USA und in British Columbia lebt. Die Stadt steht, abgesehen vom Parlamentsgebäude, dessen Grund 2006 von der Stadt gekauft wurde, bis heute auf Indianergebiet.
Aus dem zentralen Handelsposten entwickelte sich die Hauptstadt der britischen Kronkolonie Vancouver Island, dann der Vereinigten Kolonien von Vancouver Island und British Columbia und schließlich der besagten kanadischen Provinz. Ihre wirtschaftliche Basis war anfangs der Handel, zu dem sich Verwaltung, Militär und Polizei, dann die Marine gesellten. Die Ausbeutung der natürlichen Ressourcen, vor allem von Holz, Kohle und der fischreichen Gewässer, besonders aber die Goldfunde auf dem Festland machten die Ansiedlung zu einer vergleichsweise großen Stadt. Sie wurde jedoch von Vancouver überflügelt. Starke Zuwanderung aus Großbritannien und politische Dominanz gaben ihr einen ausgesprochen „englischen“ Charakter.
Der Ballungsraum Capital Regional District umfasst neben der eigentlichen Stadt Victoria (91.867 Einwohner im Jahr 2021) noch zwölf weitere Gemeinden, die zusammen 397.237 Einwohner zählen (Stand: 2021). Gleichzeitig ist die Stadt Teil und Kern der Metropolregion Greater Victoria.

## Geografie
Die Kernstadt Victorias (Downtown) liegt an einer kleinen Bucht auf der dem Pazifik abgewandten Südostseite von Vancouver Island, die der westkanadischen Provinz British Columbia vorgelagert ist. Dazu kommen die umgebenden sogenannten Nachbarschaften (neighbourhoods), die zusammen das Stadtgebiet ausmachen. Die Stadt wiederum bildet den Kern des Capital Regional District, zu dem der Ballungsraum zusammengefasst wurde. Der überwiegende Teil der Bewohner von Vancouver Island lebt hier.
Die Juan-de-Fuca-Straße trennt die Insel von den Vereinigten Staaten, deren Olympic Mountains von Victoria aus im Süden zu sehen sind. Östlich liegt die Straße von Georgia, in der sich Hunderte von Inseln befinden, die unter dem Namen Gulf Islands bekannt sind. Die umgebende Hügellandschaft schützt das Stadtgebiet vor den ergiebigen Regenfällen an der Westküste der Insel. Zugleich liegt der Ort so günstig, dass er von Stürmen nur selten erreicht wird.
Die Stadt liegt südlich des 49. Breitengrades, der ansonsten ostwärts bis zu den Großen Seen die Grenze zwischen den USA und Kanada darstellt.

### Flora und Fauna

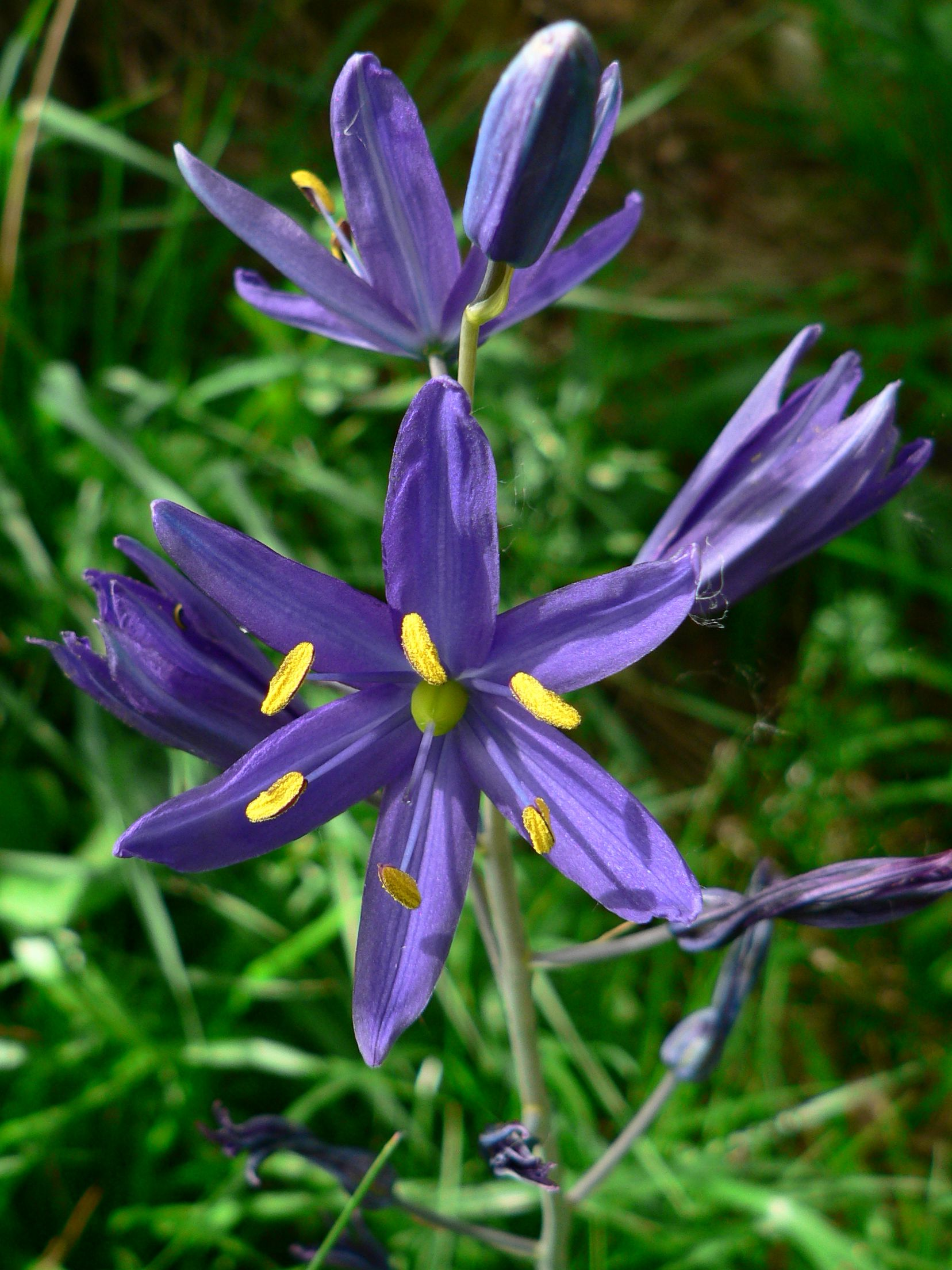
Quamash (Camassia quamash), deren Zwiebeln essbar sind

Die Gärten und Parks der Stadt gehen auf viktorianische Einflüsse zurück, aber auch auf indianische. Die Briten waren anfangs überrascht, eine Landschaft anzutreffen, die ihren Idealen so nahekam. George Simpson, Gouverneur der Hudson’s Bay Company (HBC), der diese Stelle als Standort für den Haupthandelsposten aussuchte, sah in der Landschaft mit ihrer parkartigen Erscheinung „a perfect Elysium in point of climate and scenery“ (deutsch: „ein perfektes Elysium in Bezug auf Klima und Landschaft“). Die Wahl des Ortes wurde also maßgeblich vom Landschaftsbild, allerdings auch vom milden Klima und dem natürlichen Hafen beeinflusst.
Die Schöpfer dieser Kulturlandschaft um Victoria waren die Songhees, eine zu den Küsten-Salish zählende ethnische Gruppe, die heute als „Stamm“ anerkannt ist. Sie pflanzten Camassia quamash an, meist vereinfachend als Camas bezeichnet, eine früher für ein Liliengewächs gehaltene Agavenart mit blauen Blüten. Ihre Zwiebeln schmecken wie sehr süße, gebackene Tomaten, manche auch wie Birnen. Sie haben einen Durchmesser von 4–8 cm und wiegen bis über 100 g. Besonders dieser Anbau und die Pflege des Bodens verwandelten die Landschaft im Laufe der Jahrhunderte und gaben ihr den parkartigen Charakter. Zudem war die Pflanze ein begehrtes Handelsobjekt.

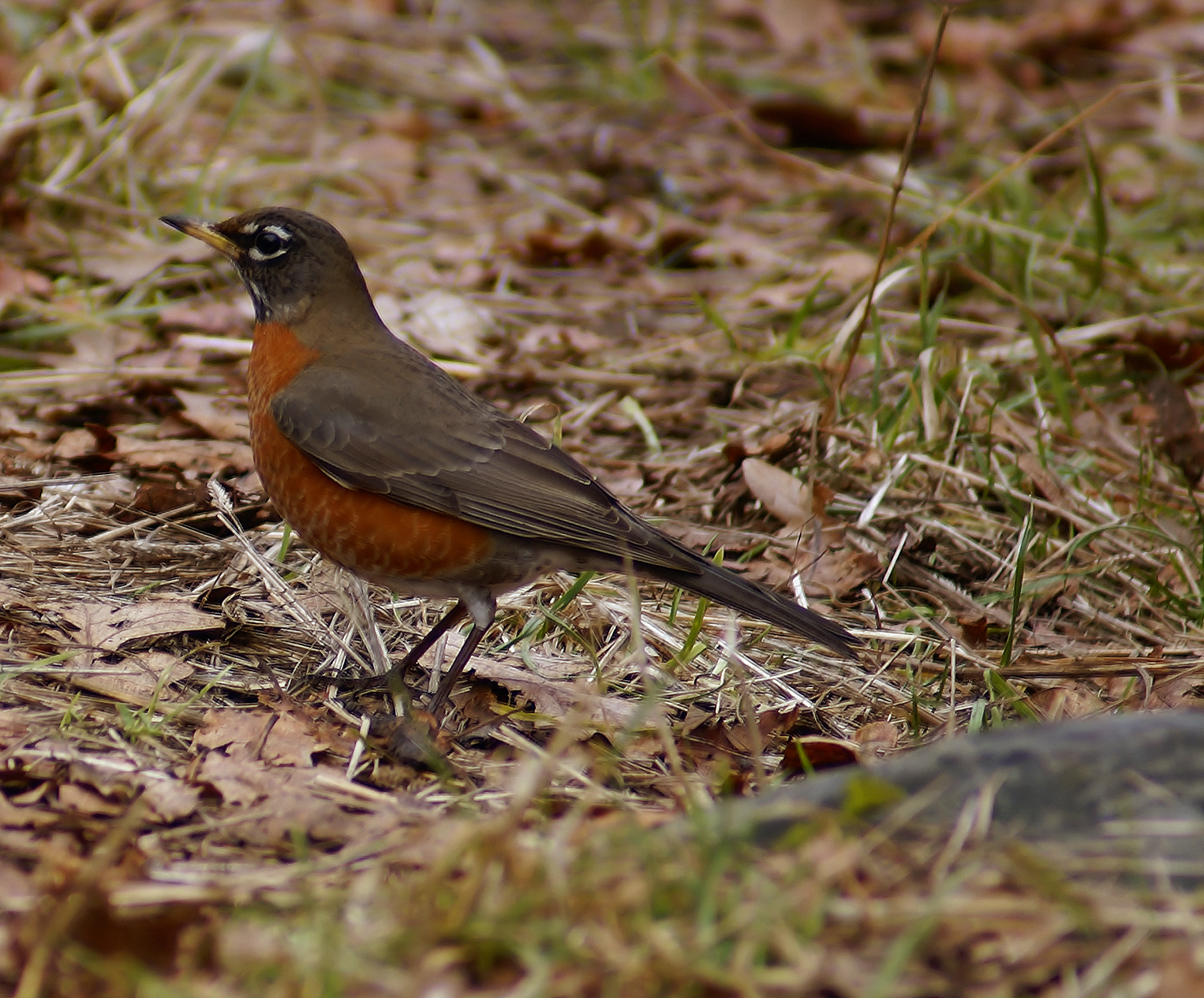
Wanderdrossel (American Robin)

Die baumarmen Zonen wurden durch den gezielten Einsatz von Feuer geschaffen. Besonders wichtig war für die Songhees eine bestimmte Eichenart, die Oregon-Eiche (Quercus garryana), die einem der Nachbarorte ihren Namen gab. Neben dem Grasland bildeten sie ein ganz eigenes Ökosystem, in der Nachbarschaft von Douglasien oder Sümpfen dominierten küstennahen Gebieten. Die Oregon-Eiche ist zwischen British Columbia und Kalifornien verbreitet, wächst aber am besten um Victoria. Sie ist nach Nicholas Garry (ca. 1782–1856) von der Hudson’s Bay Company benannt und wird bis über vierhundert Jahre alt. Um 1800 umfasste dieses System noch rund 15 km² im Gebiet von Victoria, heute sind davon nur noch 21 ha übrig. Die großen Parks im Stadtgebiet speisen ihr Erscheinungsbild bis heute aus der englischen und der indigenen Kultur.
Die von den Einwanderern vorgefundene Vegetation entsprach also schon lange nicht mehr dem sonst an der Westküste vorherrschenden gemäßigten Regenwald, der überwiegend aus Sitka-Fichten, Riesenlebensbäumen, Westamerikanischen Hemlocktannen, Douglasien und Pazifischen Eiben bestand. In diesem doppelten Sinn nennt sich die Stadt gern Great Victoria – The City of Gardens.
Lachs war die Hauptnahrung der Küsten-Salish. Dieser spielt für die Ernährung der Stadt bis heute eine wichtige Rolle. Vor allem San Juan Island wurde häufig mit Kanus angefahren. Auch andere Fische wie Hering und Heilbutt, aber auch Vögel – Victoria hat seit 1931 im Hafenbereich ein 134 ha großes Schutzgebiet für Zugvögel – standen und stehen auf der Speisekarte, dazu Muschelarten wie Tresus nuttallii, die im Englischen horse clam (Pferdemuschel) genannt wird.
Der Tourismus profitiert in hohem Maße von der Fauna der Umgebung. Das gilt vor allem für die Wale, die allerdings zunehmend durch schnelle Boote der Walbeobachter (Whale watching) belästigt werden. Das betrifft vor allem die Orcas der southern resident population, eine ortsfeste Population, die aus etwa 80 Tieren besteht.

### Klima
Laut der Klimaklassifikation nach Köppen und Geiger herrscht in Victoria ein Warm-Sommer-Mittelmeerklima. Wie vor der gesamten Westküste macht sich der Einfluss der Kuroshio-Strömung stark bemerkbar. Das Klima ist sehr mild; selten steigen die Temperaturen über 30 °C oder fallen unter 0 °C. An durchschnittlich zwei Tagen pro Jahr fällt die Nachttemperatur unter −5 °C. Die Sommer sind trocken und die Winter feucht, aber sie sind auch die mildesten in ganz Kanada. Im Jahr fallen durchschnittlich 883 mm Niederschlag, während in Vancouver fast die eineinhalbfache Regenmenge fällt. An der Westküste der Insel herrschen weit ergiebigere Regenfälle vor, nämlich bis zu achtmal so ergiebig wie in Victoria. Im Schnitt fallen 43,79 cm Schnee pro Jahr, nur selten fallen über 100 cm. Jeder dritte Winter ist praktisch ohne Schnee. Dabei erhält die Stadt über 2200 Sonnenscheinstunden pro Jahr.
|                        | Jan   | Feb   | Mär  | Apr  | Mai  | Jun  | Jul  | Aug  | Sep  | Okt  | Nov   | Dez   |   |       |
| Mittl. Temperatur (°C) | 3,8   | 4,9   | 6,4  | 8,8  | 11,8 | 14,4 | 16,4 | 16,4 | 14   | 9,8  | 6,1   | 4     | ⌀ | 9,8   |
| Mittl. Tagesmax. (°C)  | 6,9   | 8,4   | 10,5 | 13,4 | 16,6 | 19,3 | 21,9 | 22   | 19,4 | 14,2 | 9,5   | 6,9   | ⌀ | 14,1  |
| Mittl. Tagesmin. (°C)  | 0,7   | 1,4   | 2,3  | 4,1  | 6,9  | 9,3  | 10,8 | 10,8 | 8,4  | 5,3  | 2,7   | 1,0   | ⌀ | 5,3   |
|                        |       |       |      |      |      |      |      |      |      |      |       |       |   |       |
| Niederschlag (mm)      | 136,6 | 107,8 | 78   | 44,5 | 36,5 | 32   | 19,5 | 23,9 | 30,4 | 75,7 | 147,2 | 151,2 | Σ | 883,3 |
|                        |       |       |      |      |      |      |      |      |      |      |       |       |   |       |
| Sonnenstunden (h/d)    | 2,2   | 3,2   | 4,6  | 6,3  | 7,9  | 8,4  | 10,4 | 9,7  | 7,3  | 4,5  | 2,5   | 1,9   | ⌀ | 5,8   |
|                        |       |       |      |      |      |      |      |      |      |      |       |       |   |       |
| Regentage (d)          | 17,8  | 16,1  | 16,2 | 13,2 | 11,6 | 10   | 5,7  | 5,6  | 7,4  | 13,2 | 18,7  | 18,7  | Σ | 154,2 |
|                        |       |       |      |      |      |      |      |      |      |      |       |       |   |       |
| Luftfeuchtigkeit (%)   | 87    | 84    | 80   | 75   | 74   | 73   | 73   | 75   | 79   | 85   | 87    | 88    | ⌀ | 80    |

| 0,7 |

| 1,4 |

| 2,3 |

| 4,1 |

| 6,9 |

| 9,3 |

| 10,8 |

| 10,8 |

| 8,4 |

| 5,3 |

| 2,7 |

| 1,0 |

| 0,7 |

| 1,4 |

| 2,3 |

| 4,1 |

| 6,9 |

| 9,3 |

| 10,8 |

| 10,8 |

| 8,4 |

| 5,3 |

| 2,7 |

| 1,0 |

## Stadtbild und -gliederung

### Downtown

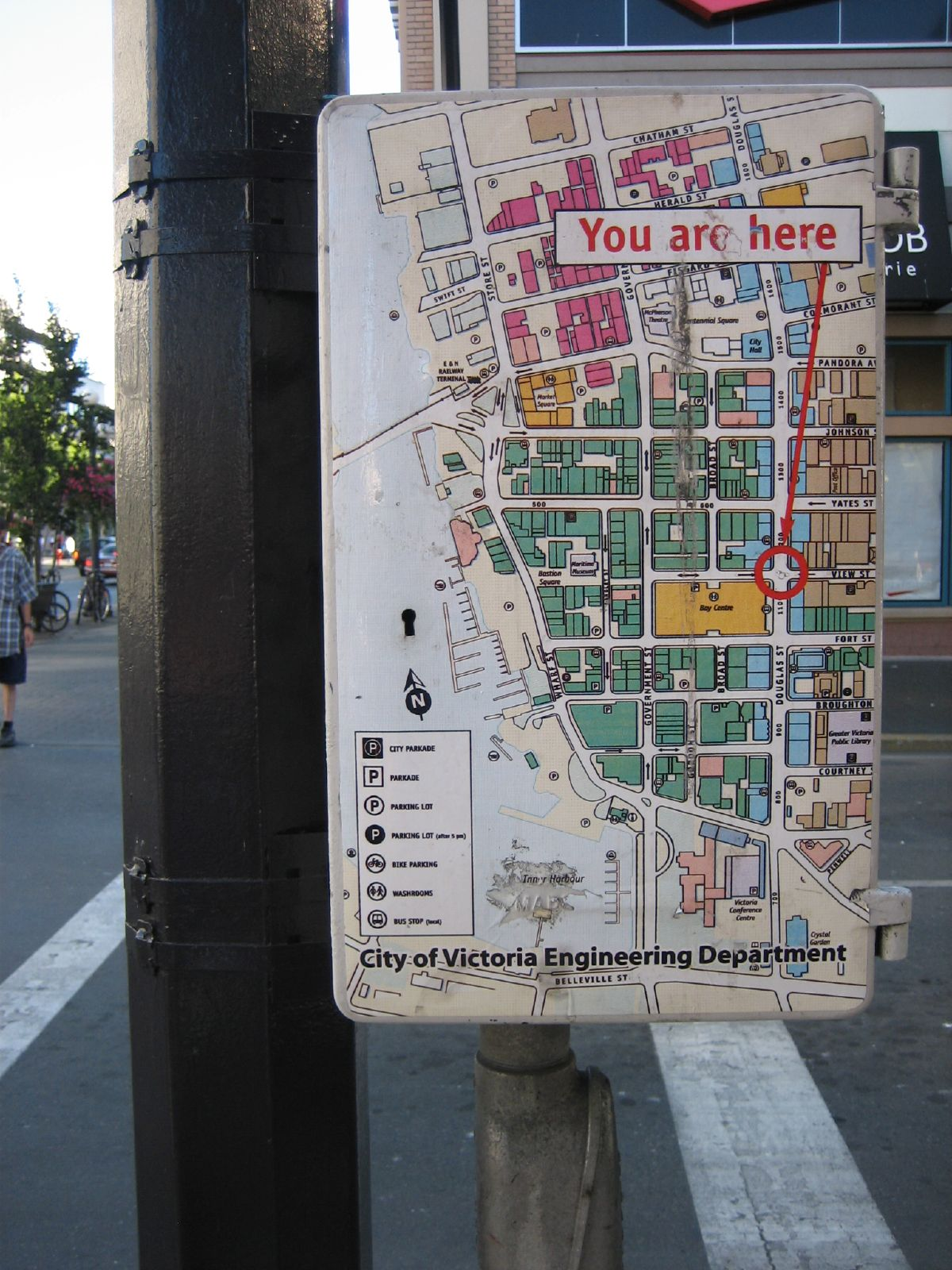
Eine der an vielen Stellen aufgehängten Orientierungshilfen in Downtown

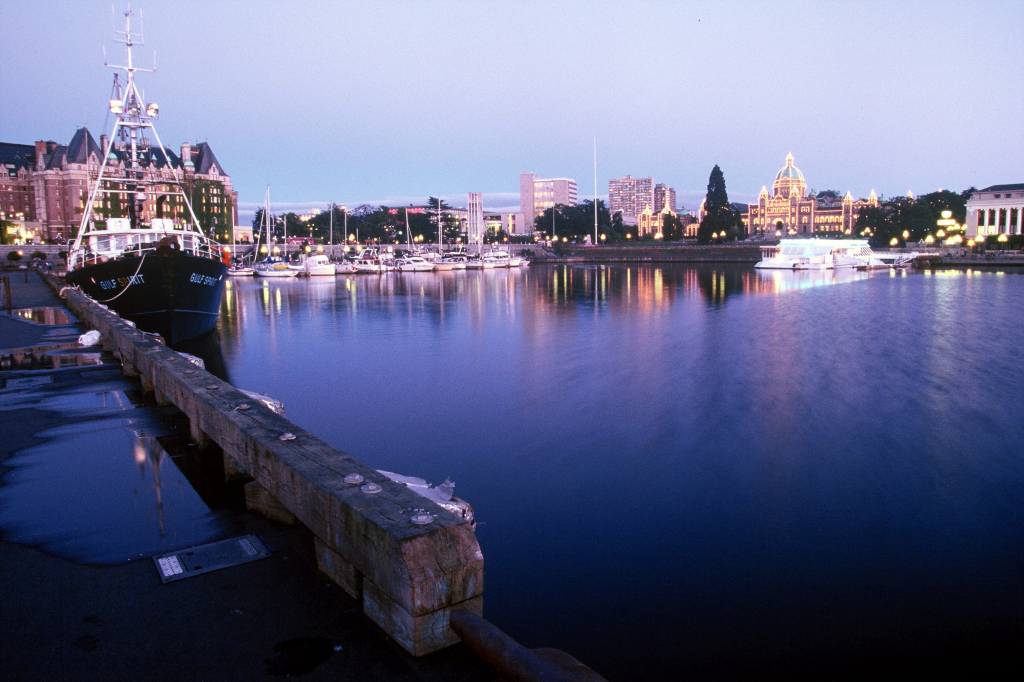
Blick über den Inneren Hafen

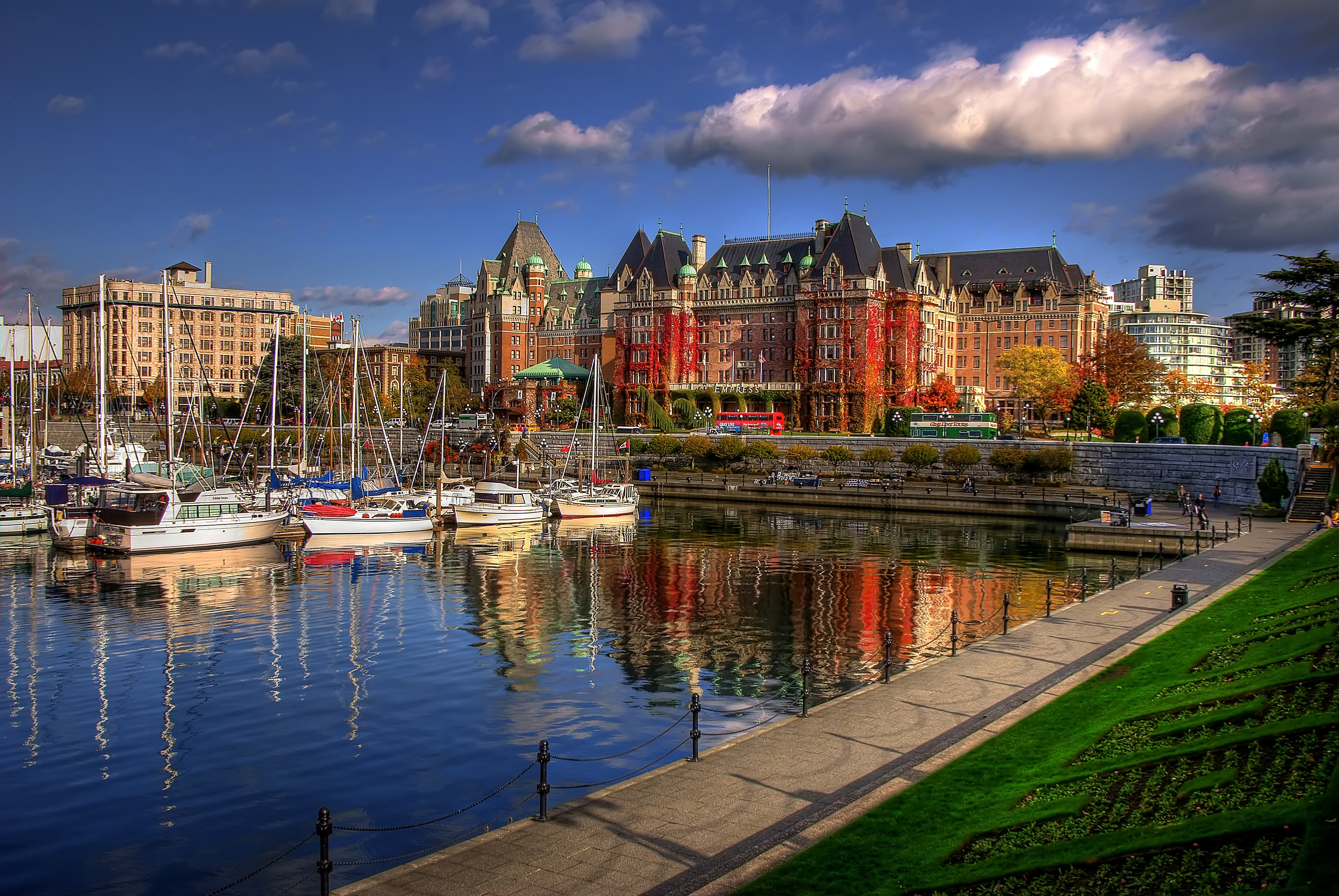
Das Fairmont Empress Hotel von 1905

Die Innenstadt (Downtown) mit Fußgängerzone, Lokalen und Geschäften befindet sich östlich des Upper Harbour und des Inner Harbour, an dem sich die Sehenswürdigkeiten wie die Parlamentsgebäude und das Fairmont Empress Hotel befinden. Downtown steht überwiegend unter Denkmalschutz, vor allem die vor 1945 errichteten Gebäude. Aus den ehemaligen Lagerhäusern, Büros, Bars, Bordellen und Hotels sind, ebenso wie aus den Barackensiedlungen der Frühzeit Restaurants, Geschäfte, Pubs und Kunstgalerien geworden. Im ehemaligen Gebäude des Provinzgerichts war lange das Maritime Museum of British Columbia untergebracht. Der Gerichtssaal von 1889 ist vollständig erhalten und das Gebäude wurde 1981 zur National Historic Site of Canada erklärt.
Im Inner Harbour legen Fähren an, wenn auch nur noch die kleinen Schiffe nach Port Angeles in Washington. Dabei macht ihm der eigentliche Stadthafen Fisherman's Wharf erhebliche Konkurrenz.

### Neighbourhoods
12 Neighbourhoods bilden die City of Victoria:
- Downtown-Harris Green, Downtown der älteste Siedlungskern, Chinatown (dort siedelten sich die ersten Chinesen in der Stadt an, von denen Chinatown bis heute stark geprägt ist),
- Burnside Gorge (Burnside und Rock Bay),
- Fairfield-Gonzales,
- Fernwood,
- Hillside Quadra,
- James Bay
- Jubilee (North J. und South J.),
- North Park
- Oaklands,
- Rockland,
- Victoria West.

Ortsteile wie Fairfield (zwischen Beacon Hill Park und Oak Bay) haben kleinstädtischen Charakter mit niedriger, meist viktorianischer Bebauung und Alleen. Der Ort geht auf James Douglas’ Fairfield Farm zurück. Ähnlich beruht Fernwood, das bis in die 1850er Jahre nur den Verbindungsweg von dem Songhee-Dorf in der Cadboro Bay zum Fort in Downtown bildete, auf der Hillside Farm. Fernwood Manor, das der Neighbourhood den Namen gab, entstand 1860. Oak Bay (‚Eichenbucht‘) mit ähnlichen Eigenheiten geht ebenfalls auf die Songhees zurück. Der Name leitet sich von den dortigen Garry-Eichen ab. Hier residieren zahlreiche vermögende Ruheständler. Bereits im 19. Jahrhundert wehrten sich seine Bewohner gegen jede Industrialisierung. Ursprünglich hatte die Hudson’s Bay Company hier eine Viehfarm errichtet, die der Versorgung des Forts diente, die Cadboro Bay Farm.
Zu James Bay gehören mehrere Parks. Von Downtown südostwärts, vorbei am Royal British Columbia Museum, mit Thunderbird Park und Helmcken House, trifft man auf den bekanntesten, den Beacon Hill Park, der sich auf 75 ha bis an die Küste, also an die Juan-de-Fuca-Straße, erstreckt, die einen Teil der Salish Sea bildet, die Vancouver Island vom Festland trennt. Der nach einem kleinen Hügel im Kernbereich benannte Park (dort befand sich als beacon oder Bake, bzw. Leuchtfeuer, ein Fass auf einem Knüppel, um vor dem Felsen von Brotchie Ledge zu warnen) wurde bereits 1882 eingerichtet. Er war jedoch schon seit 1858 ein geschütztes Gebiet. Es handelte sich um eine Begräbnisstätte der lokalen Indianer, zu deren Ehren Mungo Martin, der auch federführend den Thunderbird Park gestaltete, 1956 einen 38,8 m hohen Totempfahl errichtete. Dies war die Gegend, von der James Douglas bei seiner ersten Exploration 1842 so begeistert war: „The place itself appears a perfect ‘Eden’ in the midst of the dreary wilderness of the North …“ („Der Ort selbst erscheint als perfekter Eden inmitten der trübseligen Wildnis des Nordens …“). Zu dieser Zeit lebten die rund 1.600 Songhees in zwei Dörfern am Esquimalt Harbour und in der Cadboro Bay. Zwar bestanden im Beacon Hill Park keine Siedlungen, doch kurze Zeit davor stand vor Beacon Hill eine Verteidigungsanlage am Finlayson Point (erbaut um 950), dazu am Holland Point im Südwesten und am Clover Point im Nordwesten des Parks. James Deans, der als erster Archäologe der Stadt gilt, entdeckte 1871 allein im Parkgebiet 23 Begräbnisstätten (cairns). Die meisten wurden zerstört, doch 1986 wurden vier von ihnen restauriert. Schon die Indianer spielten im Park ein hockeyartiges Ballspiel namens qoqwialls, das mit Eichenstöcken gespielt wurde.
Einer der ältesten Arbeitgeber der Stadt, die Brauerei Vancouver Island Brewery, befindet sich im nördlich von Downtown gelegenen Rock Bay. Insgesamt macht sich hier die Industrialisierung viel stärker bemerkbar, und erst langsam beginnt die Beseitigung ihrer negativen Auswirkungen.

### Capital Regional District
Nachbarorte im Capital Regional District sind Esquimalt, Oak Bay und Saanich, wobei letzteres wieder in North, Central, South und East Saanich aufgeteilt ist. Eine eigene Gemeinde bildet das im Norden gelegene Sidney, von wo Fähren zum Festland (nach Anacortes) ablegen. Der internationale Flughafen und Fähranleger nach Vancouver liegen ebenfalls nahe beim 11.000-Einwohner-Ort, der auch „Sidney by the Sea“ genannt wird. Oak Bay, nach der charakteristischen Garry-Eiche benannt, hat über 18.000 Einwohner, liegt an der Ostküste und wird als „Tweed Curtain“ bezeichnet, um seine besonders englischen Eigenarten – Teehäuser, britische Süßigkeiten usw. – zu betonen.
Mit knapp 110.000 Einwohnern ist Saanich nicht nur erheblich größer, wenn auch ähnlich britisch, sondern auch weniger ländlich. Es beherbergt die Universität Victoria mit über 18.000 Studenten, das Dominion Astrophysical Observatory, das bis 1918 das größte Teleskop der Welt besaß, und das renommierte Horticulture Centre of the Pacific. Der Ortsname geht auf die dort ansässigen Küsten-Salish zurück, die Saanich.
Zum Regional District gehören auch ländliche Bezirke wie der District of Highlands. Hier ist es bereits kühler und erheblich feuchter als in Victoria. Der 31,56 ha umfassende Lone Tree Hill Regional Park, gegründet 1982, ist Höhepunkt eines Ökosystems, das seit 1966 zunehmenden Schutz genießt, obwohl dies immer wieder mit Grundstücksspekulationen kollidiert. Es besteht aus insgesamt 30 Parks und Wanderpfaden. Der District of Langford mit 18.000 Einwohnern wurde erst 1992 eingegliedert. Zu ihm gehören der Glen Lake, das Happy Valley, der Florence Lake, der Ort Langford selbst, die Thetis Heights und das Goldstream-Gebiet. Wie in vielen ländlichen Gebieten stellt auch hier die Royal Canadian Mounted Police die Polizei dar. Die Bewohner haben meist eigene Brunnen, und ähnlich wie die Highlands trägt auch dieses Gebiet zur Trinkwasserversorgung Victorias bei. Südlich bis zur Küste schließt sich der District of Metchosin an, der wenig mehr als 5.000 Einwohner zählt und 1984 eingegliedert wurde. Zu ihm gehören Albert Head, William Head, Rocky Point, das Happy Valley und das Gebiet um die Kangaroo Road. Hier hat das Pearson College seinen Sitz. In den letzten Jahrzehnten kam es in diesen ländlichen Gebieten häufig zu Auseinandersetzungen wegen des Baus von Golfplätzen, Straßen und neuer Siedlungen, die das Ballungsgebiet immer weiter ausdehnen.

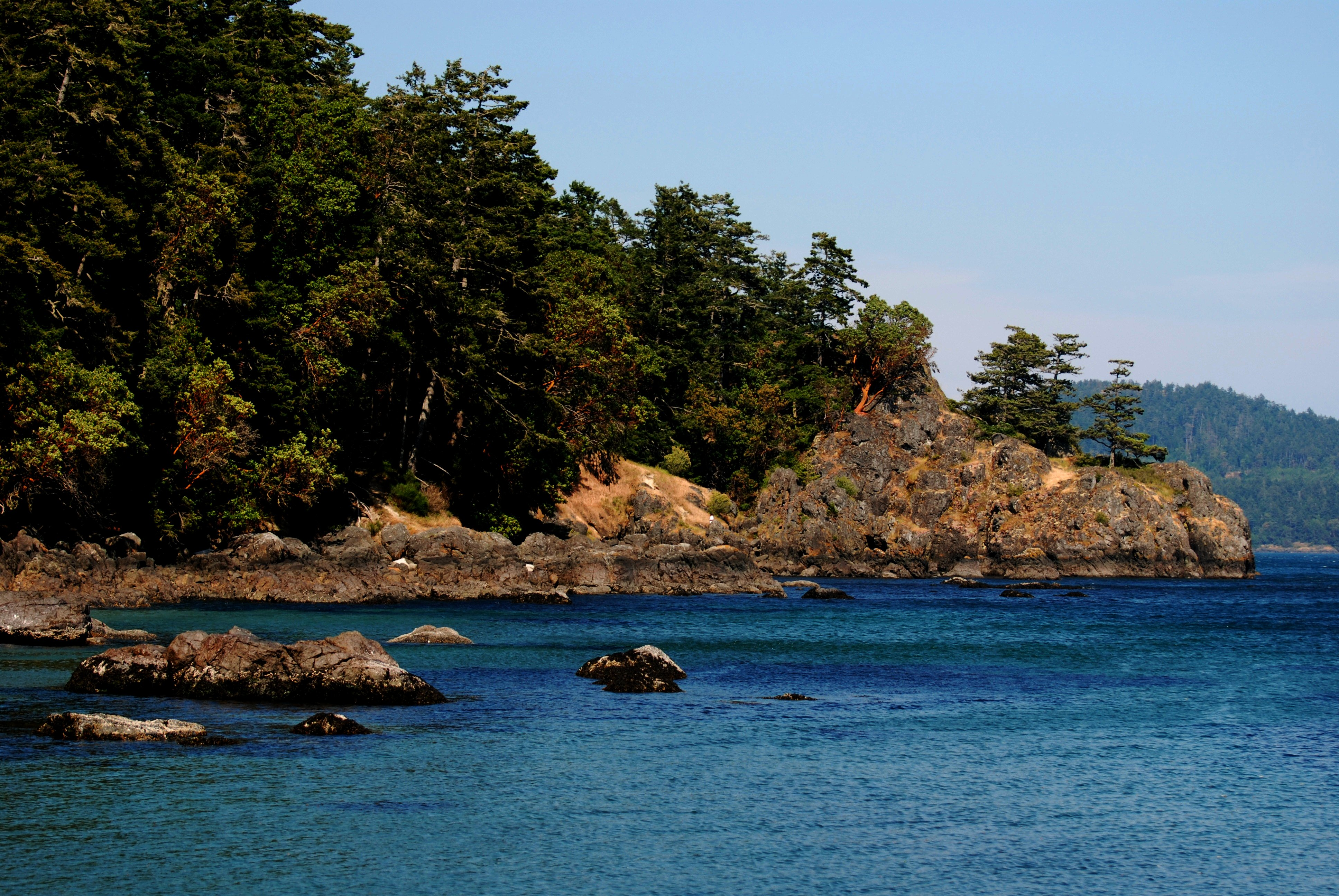
Küste im East Sooke Park

Westlich schließt sich der 1999 eingegliederte District of Sooke mit knapp 10.000 Einwohnern an. Hier ballen sich Parks wie der Galloping Goose Linear Park, der East Sooke Park (mit 1.422 ha Fläche der größte Park im Ballungsraum), Sooke Pot Holes, dazu kommt der Sooke Harbour. Der bekannteste Wanderweg der Westküste, der West Coast Trail, hat hier Richtung Port Renfrew seinen Zugang. Dazu kommt der Juan de Fuca Marine Park bis Jordan River.
Die westlich des Ballungsraums Victoria vorgelagerten Bezirke von Malahat, dem der gleichnamige Stamm seine Bezeichnung verdankt, Shawnigan Lake und Mill Bay sind infrastrukturell noch kaum mit Victoria verbunden und sehr ländlich.
Nach der Volkszählung von 2021 hatten die Orte und Distrikte im Capital Regional District folgende Einwohnerzahlen:
| CRD-Gebiet                                     | Einwohner |
| ---------------------------------------------- | --------- |
| Saanich                                        | 117.735   |
| Victoria (City)                                | 91.867    |
| Langford                                       | 46.584    |
| Oak Bay                                        | 17.990    |
| Esquimalt                                      | 17.533    |
| Colwood                                        | 18.961    |
| Central Saanich                                | 17.385    |
| Sooke                                          | 15.086    |
| Sidney                                         | 12.318    |
| North Saanich                                  | 12.235    |
| View Royal                                     | 11.575    |
| Metchosin                                      | 5.067     |
| Reservate der First Nations (nur z. T. im CRD) | 4.562     |
| Juan de Fuca Electoral Area (nur z. T. im CRD) | 5.287     |
| Highlands                                      | 2.482     |

## Geschichte
→ Siehe auch: Geschichte der Küsten-Salish, Geschichte British Columbias

### Frühgeschichte der Region

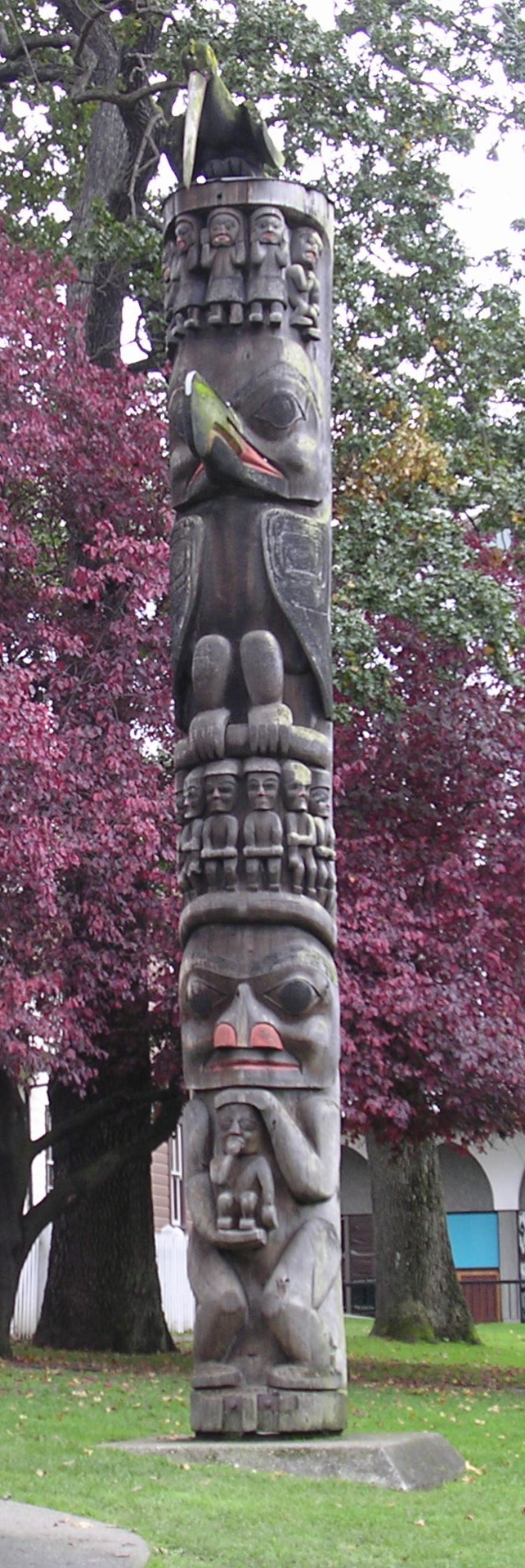
Totempfahl vor dem Royal British Columbia Museum

Die regionalen Indianerkulturen lassen sich mindestens 4000 Jahre zurückverfolgen, die Besiedlung dürfte früher eingesetzt haben. Zwischen etwa 500 und 1000 n. Chr. ist ein Kennzeichen dieser südlichen Küsten-Salish-Gruppen um Victoria eine große Zahl von Steinhaufengräbern (cairns), auch burial mounds (Begräbnis-Mounds) genannt. Allein in der Rocky Point Area westlich von Victoria finden sich heute rund 400 dieser cairns. Sie sind in der Landschaft nicht immer leicht zu erkennen und bieten häufig Anlass zu Auseinandersetzungen (auch gerichtlichen), da sie eine städtebauliche Tabuzone darstellen, ähnlich wie die Reservate und die Provinzparks.
Die Gesellschaften, die diese Monumente hervorgebracht haben, basierten auf Sammeln und Jagd, die in saisonalen Wanderzyklen erfolgten. Dabei bestand – ähnlich wie im zeitgenössischen Europa – eine Dreiteilung der Gesellschaft in einen ökonomisch, kultisch und politisch vorherrschenden „Adel“, dann die einfachen Stammesangehörigen und schließlich Sklaven. Die Winterdörfer bestanden aus großen Langhäusern, die meist aus dem Holz des Riesenlebensbaums erbaut wurden. Große, oft stammesübergreifende Zeremonien wie das Potlatch befestigten die soziale Stellung der Stammesmitglieder und dienten zugleich dem Reichtumsausgleich durch Verschenken. Prinzipiell steht die Stadt, abgesehen vom Parlamentsgebäude, dessen Grund 2006 von der Stadt gekauft wurde, bis heute auf Indianergebiet. Die Entschädigungsverhandlungen sind noch nicht abgeschlossen.
Am Finlayson Point fand man ein befestigtes Winterdorf der Songhees aus der Zeit vor 1800, das überwiegend aus Langhäusern bestand. Ihre Siedlungen reichten von Songhees Point bis zur heutigen Johnsons Street Bridge. Da wo heute das Delta Hotel steht, stand das Langhaus des Häuptlings Cheetlam George. Songhees Point, am Eingang zum Inner Harbour, hieß Pallatsis, also „Wiegenplatz“, denn dort ließen die Kinder, die laufen gelernt hatten, ihre Wiegen zurück, was ihnen ein langes Leben sichern sollte.
Das heutige Stadtgebiet war also von den Songhees oder Lekwungen bewohnt, die eine vielschichtige Kulturlandschaft geschaffen hatten, als James Cook 1778 als erster Brite den Boden des späteren Britisch Columbia betrat. Nur vier Jahre zuvor hatte Spanien das Gebiet in Besitz genommen, musste es jedoch 1794 endgültig aufgeben. Am 30. Juni 1790 erreichte der Spanier Don Manuel Quimper das heutige Esquimalt, beanspruchte es für Spanien und nannte es Puerto de Cordova. Erst die Teilnehmer der Expedition George Vancouvers betraten als erste Europäer das Gebiet des heutigen Victoria.

### Fort Camosun (ab 1843), Beginn der europäischen Besiedlung

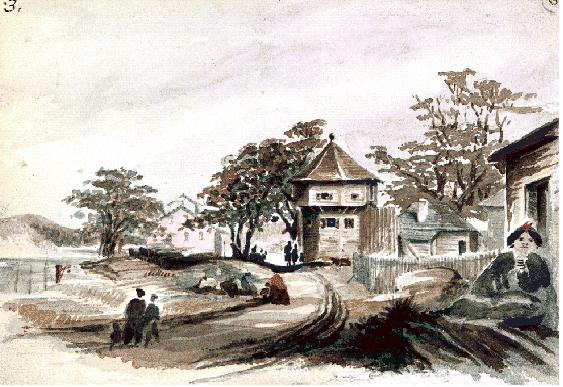
Fort Victoria, Südwestbastion, Sarah Crease, 1860

1842 suchte der spätere Gouverneur James Douglas einen geeigneten Ort für einen größeren Handelsposten und besuchte daher Sooke, Beecher Bay, Metchosin, Esquimalt und den späteren Hafen von Victoria. Ihm schien der letztere Platz optimal zu sein.
1843 begann die europäische Besiedlung. In diesem Jahr wurde am 4. Juni der Bau von Fort Camosun, einem Handelsposten der Hudson’s Bay Company begonnen, der später als Fort Victoria bezeichnet wurde. Camosack bzw. Camosun ist die anglisierte Form des Songhee-Wortes Kuo-sing-el-as, das die starken Fasern des Pazifischen Weidenbaums (Salix lucida, Unterart lasiandra), einer nur zwischen Alaska und Kalifornien vorkommenden Art, bezeichnete. Netze aus diesen Fasern dienten vorrangig dem Fischfang. Das Indianerdorf neben dem Fort wurde bereits 1844 umgesiedelt – erstmals erfahren wir, dass die Bewohner entgegneten, das Land sei ihres –, 1853 erhielt der Stamm ein Reservat. 1.200 von ihnen halfen beim Setzen der Schanzpfähle. Ihre Gesamtzahl wird auf 1.600 geschätzt. Um dem Fort näher zu sein, das Arbeits- und Handelsmöglichkeiten bot, zogen die Indianer zunächst in ein Dorf namens Skosappsom, das dort stand, wo sich heute das Gebäude der Legislativversammlung befindet. Viele zogen aus der Cadboro Bay fort und bauten Häuser an der Johnson Street, wo heute das Empress Hotel steht. Ihr Hauptdorf lag jedoch auf der dem Fort gegenüberliegenden Hafenseite, in Schussweite der Kanonen. Vergebens versuchten die Indianer 1845 den Zwischenhandel zu monopolisieren, indem sie anderen Händlern ihre gegen Pelze eingetauschten Waren raubten.
Anfangs brauchten die 40 Briten nur wenig Land, doch bereits 1855 waren im heutigen Beacon Park rund 160 Acre unter den Pflug genommen worden. Derweil verzehrten die Schweine und Schafe die Camas-Pflanzen der Songhees. Außerdem verloren die Songhees im Park zahlreiche Begräbnisstätten, in einem Gebiet, das James Douglas bereits 1849 als Park Reserve betrachtete. Als die Songhees einige Tiere töteten, richtete Roderick Finlayson, Leiter des Forts, eine Kanone auf das Haus des Häuptlings, warnte die Bewohner, und ließ das Haus zusammenschießen.

### Kronkolonie, Hauptstadt, Goldsucher

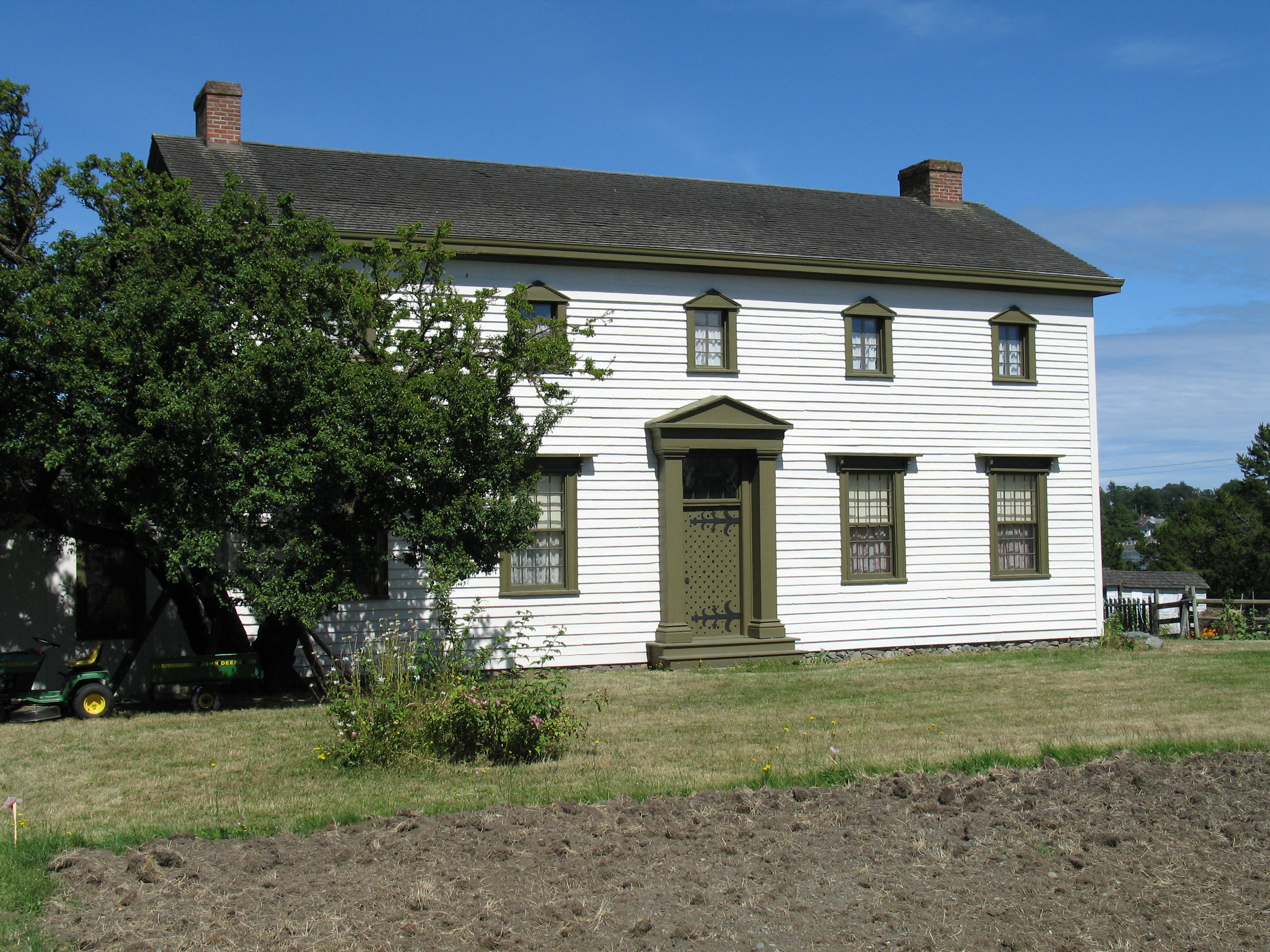
Craigflower Manor

Nach der Gründung der Kronkolonie Vancouver Island im Jahr 1849 wurde die Siedlung weiter ausgebaut und zur Hauptstadt erhoben. Die Hudson’s Bay Company hatte die Insel unter der Maßgabe übernommen, für die Besiedlung zu sorgen. Bereits 1846 war am Mill Stream nördlich des Stadtkerns eine erste Sägemühle entstanden. Die Hudson’s Bay Company bemühte sich zugleich, den ausschließlich auf Handel basierenden Aktivitäten neue hinzuzufügen und gründete die Puget Sound Agricultural Company. Diese Landwirtschaftsgesellschaft erhielt von der Hudson’s Bay Company am 17. Mai 1854 Land auf dem Gebiet der Kosapsom, der heutigen Esquimalt Nation. Damit entstand die erste Farm auf Vancouver Island, die Craigflower-Farm, die bis heute besteht und als historisches Erbe unter Schutz steht.

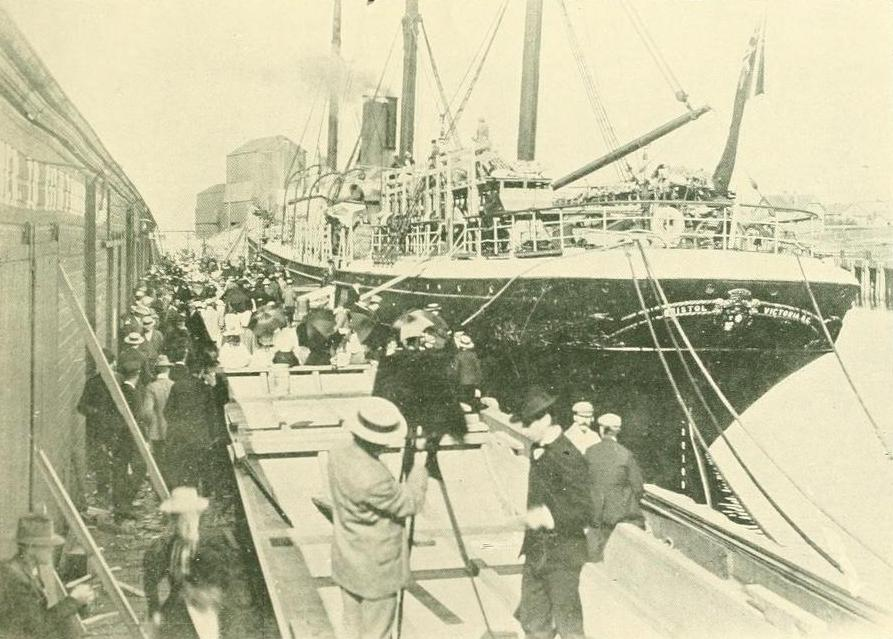
Passagiere besteigen die Bristol zur Fahrt nach Norden

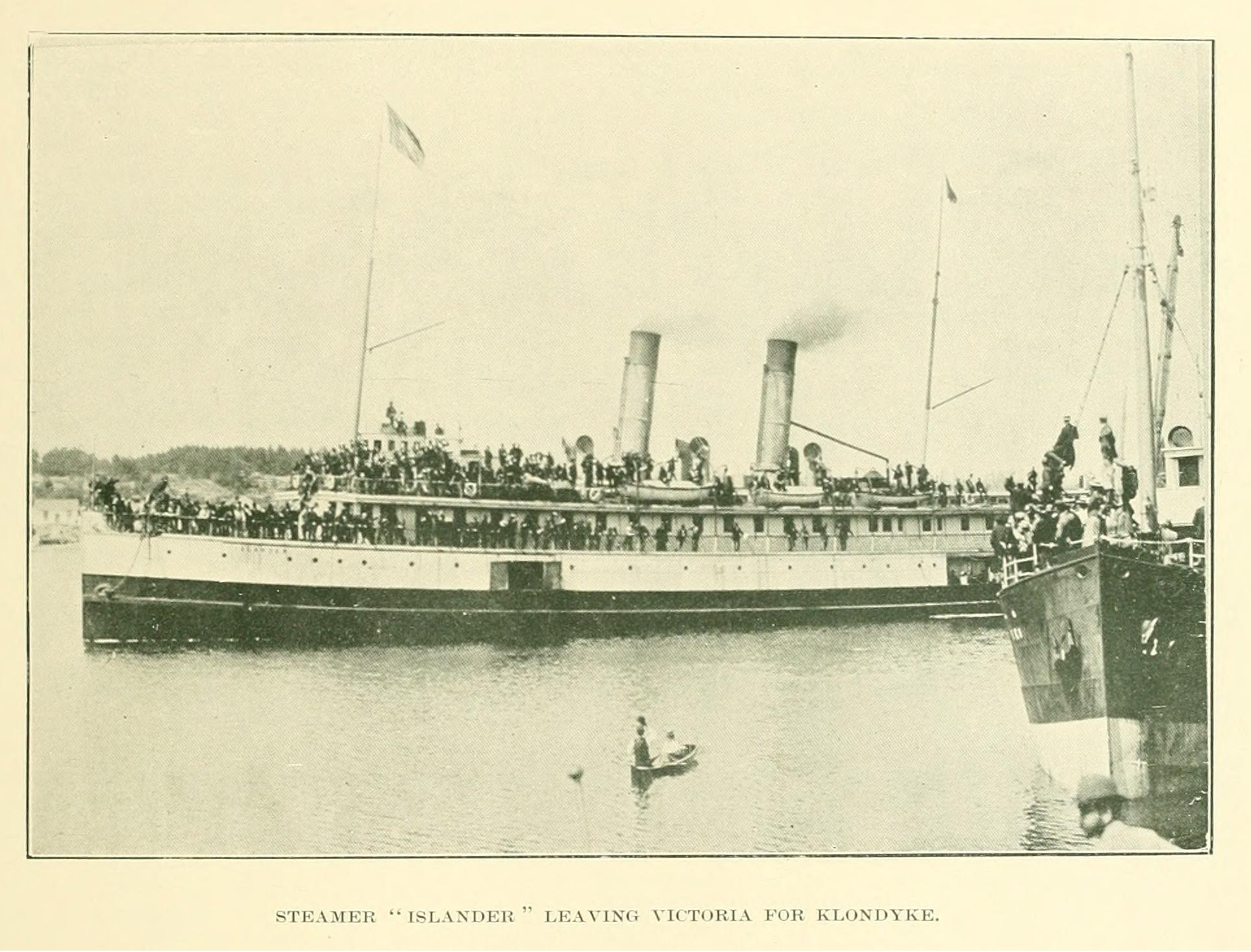
Goldsucher verlassen Victoria 1897 auf dem Dampfer Island, der Richtung Klondike fährt

Ab 1852 setzte sich eine anfangs schwache, dann anschwellende Besiedlungswelle nach Norden in Bewegung, nachdem London der Kolonie den Verkauf unbewohnten Landes gestattet hatte. Nach Goldfunden auf dem Festland (Fraser-Canyon-Goldrausch ab 1858) wurde Victoria zur Versorgungsbasis der Schürfer. Die 300-Einwohner-Stadt wuchs binnen weniger Monate auf über 5.000 an, so dass sich hier erstmals eine Tageszeitung halten konnte, die bezeichnenderweise The British Colonist hieß. Weitere 10.000 bis 20.000 Menschen nahmen hier nur kurzzeitig Aufenthalt, um weiter nordwärts Richtung Yale zu ziehen. Allein im Sommer 1858 entstanden in Victoria 225 Gebäude. 1859 baute die Hudson’s Bay Company ein neues Warenhaus, erstmals aus Ziegeln, wo die Goldschürfer Mehl, Pfannen, Stiefel, Decken und Munition kauften. Dahinter entstand die Commercial Row, eine Reihe von Läden. Um die stark angewachsene Investitionsbereitschaft weiter zu verstärken, wurde die Stadt 1860 zum Freihafen erklärt. Gleichzeitig entstanden Polizeibaracken und ein großes Gefängnis, mit dessen Hilfe man versuchte, die gesetzlosen Männer unter Kontrolle zu halten. Dazu kamen 1859 und 1860 drei Feuerwehrbrigaden. Die Goldsucher fanden sich bei James Yates ein, der bereits 1853 die erste Gastwirtschaft, The Ship Inn, in Victoria eröffnet hatte. Weiter nordwärts, am Stadtrand, befanden sich die Spelunken der Johnson Street, die meisten gehörten Alfred Waddington. Bis zum Klondike-Goldrausch waren die Bürgersteige und Häuser aus Holz. Die Nachfolgebauten aus der Zeit um 1900 stehen überwiegend noch heute. Vierzig Jahre lang prägte der Goldrausch durch Funde an verschiedenen Stellen die Stadt.
1862 wählte die nun als Stadt anerkannte Siedlung ihren ersten Bürgermeister Thomas Harris. Land wurde in Auktionen versteigert. Erste Gaslichter wurden installiert, die die Eingänge von Saloons beleuchteten und bald an jeder Straßenkreuzung standen. Den Mangel an Frauen versuchte man durch Anwerbung von Heiratswilligen zu mildern, wie im September 1862, als die Tynemouth 61 junge Frauen am Hafen absetzte. 1864 konnte man, da die katastrophale Pockenepidemie von 1862 die kriegerischen Stämme des Nordens stark dezimiert hatte, das alte Fort abreißen und die Grundstücke verkaufen.

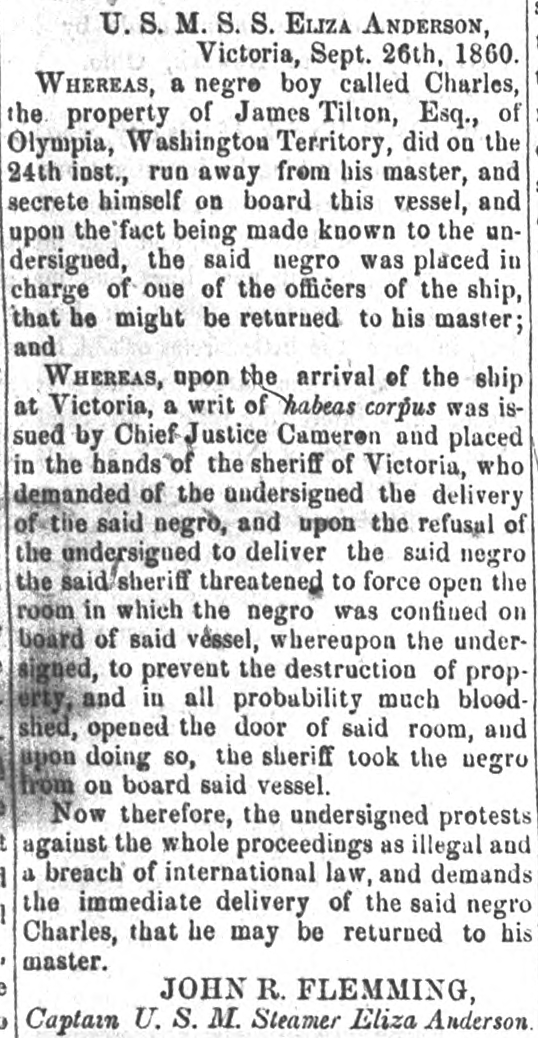
Protestanzeige eines US-Kapitäns gegen die Befreiung eines Sklaven von seinem Schiff in einer Washingtoner Zeitung

Die meisten Zuwanderer kamen aus Kalifornien. Der Einfluss der USA wuchs – obwohl diese bereits 1846 auf ihre Ansprüche verzichtet hatten – und in gleichem Maße die Sorge, dass dies auch politische Folgen haben könnte. Die Ansiedlung der Flotte im nahe gelegenen Esquimalt dürfte damit in Zusammenhang gestanden haben. Darüber hinaus kam es wegen amerikanischer Sklaven, die geflohen waren, zu Auseinandersetzungen. So setzte der Sheriff von Victoria im September 1860 unter Androhung von Gewalt durch, dass ein geflohener „negro“ namens „Charles“ nicht wieder in die USA zurückgebracht wurde.
Doch gelang es der Hudson’s Bay Company unter Führung des Gouverneurs James Douglas während des folgenden Cariboo-Goldrauschs (ab 1861), den Goldsucherstrom über Vancouver und das Fraser-Tal abzulenken und politisch unter Kontrolle zu halten. Zugleich förderte er die Zuwanderung aus Europa, besonders aus England. Zusätzlich brachte ein kurzer Goldrausch am nahe gelegenen Leech River (1864) Goldschürfer nach Victoria, die Richtung Sooke zogen, und für die eine erste Straße gebaut wurde. Dort entstand Leechtown, wo noch heute in bescheidenem Ausmaß Gold gefunden wird. Mit dem Wachstum verlor die Hudson’s Bay Company nach und nach ihren Einfluss. Aus dem Handelsposten war binnen 25 Jahren die wichtigste Stadt an der Westküste des britischen Nordamerika geworden.

### Songhees
1853 wurde das Siedlungsgebiet der Songhees verkleinert, doch sicherte ihnen Gouverneur James Douglas vertraglich zahlreiche Nutzungs- und Schutzrechte zu – eine der wenigen vertraglichen Abmachungen mit den First Nations in der Provinz. Hingegen wurden im übrigen Kanada Verträge wie die Numbered Treaties geschlossen.
Von Anfang an entwickelte sich eine enge Kooperation zwischen der Siedlung und den Songhees, die beim Aufbau des Forts geholfen hatten, sowie den anderen Stämmen der Küsten-Salish, auch jenseits der Salish Sea. Viele brachten Otter- und Biberfelle, Tran und Fett zum Handeln mit und versorgten die Stadt mit Baumaterial, Arbeitskraft und Lebensmitteln. Ihre Kanus beförderten die Post. 1859 kampierten über 2.800 Indianer nahe der Stadt, davon vielleicht 600 Songhees. Die übrigen waren Haida (405), Tsimshian (574), Stikine River Tlingit aus Südalaska (223), Duncan Cowichan (111), Heiltsuk (126), Pacheedaht (62) und Kwakwaka'wakw (44). Doch diese Art der Kooperation brach 1862 binnen weniger Wochen durch eine katastrophale Pockenepidemie zusammen, die fast alle Stämme zwischen Washington und Alaska traf. James Douglas schätzte schon die Masern von 1848 als für die Songhees schlimmer ein als die Pockenepidemie von 1836. Im Jahr 1853 starben abermals 10 % der Songhees, doch ist unklar, ob es Masern oder Pocken waren. Die Songhees wurden von der Epidemie von 1862 jedoch weitgehend verschont, da John Sebastian Helmcken mehrere hundert von ihnen impfen konnte.
Die dezimierten Indianer wurden ab 1876 in Reservaten zusammengefasst – um Victoria gehörten sie zur Cowichan Indian Agency, die große Teile der Insel umfasste –, und unterlagen fortan wie in ganz Kanada einer eigenen Gesetzgebung, dem Indian Act. 1911 siedelten die Songhees auf der Basis eines noch heute gültigen Vertrags in die Gegend von Esquimalt um.
Esquimalt wurde 1865 zum Stützpunkt der kanadischen Flotte im Pazifik. Die wachsende Handelsflotte Victorias, immerhin 59 Schoner, basierte selbst 1894 noch zu erheblichen Teilen auf indianischer Arbeitskraft. 518 der 1.336 Beschäftigten waren Indianer. Allein bei der Robbenjagd im Jahr 1901, bei der 39 Schiffe beteiligt waren, die insgesamt über 23.000 Tiere im Nordpazifik erbeuteten (weniger als ein Drittel vor British Columbia), waren zahlreiche Kanus beteiligt. In ihnen arbeiteten 236 Männer – wohl ausschließlich Indianer, die 1.268 Tiere erlegten. „Weiße“ waren rund 440 beschäftigt.

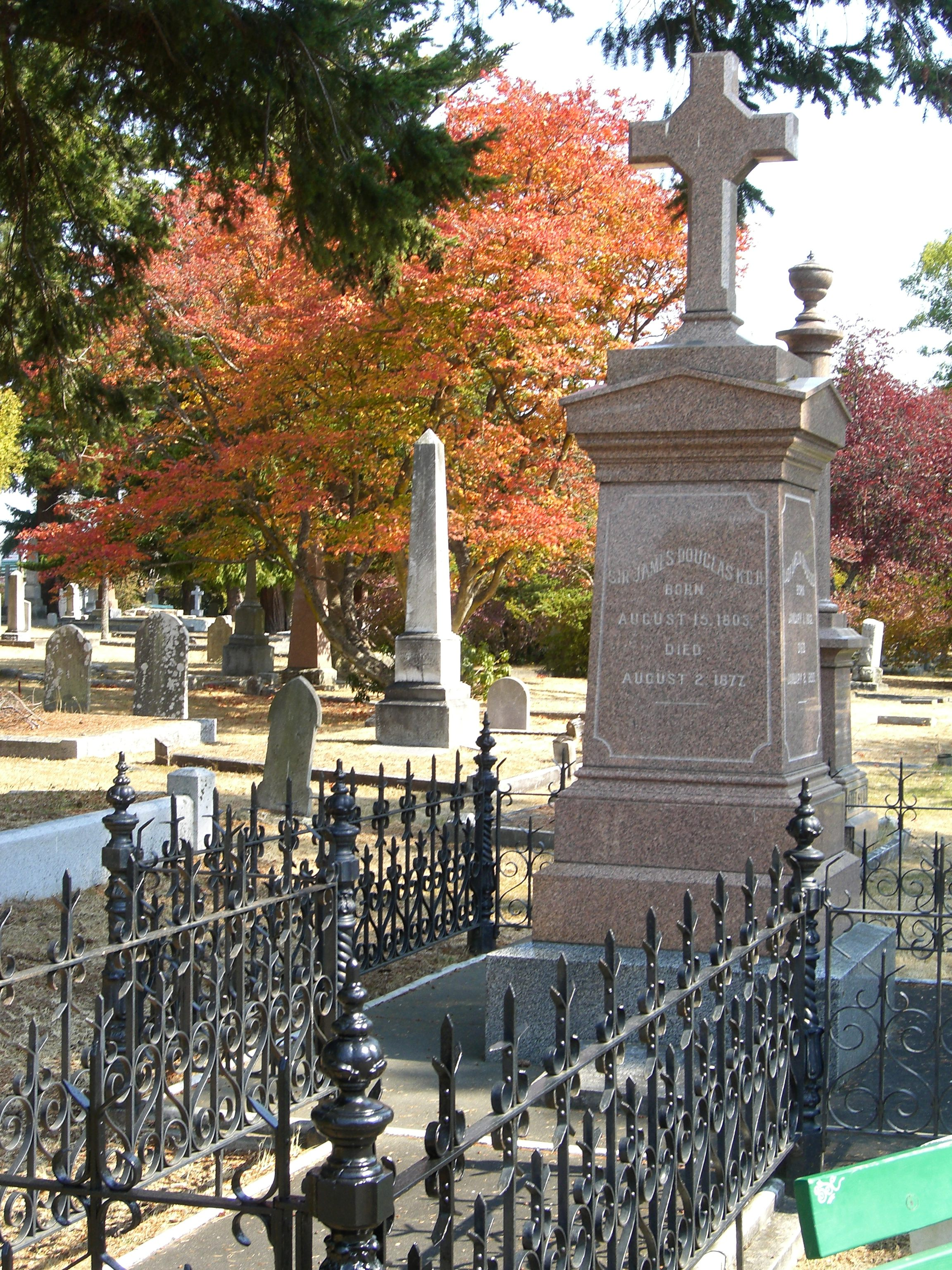
Grabmal für James Douglas auf dem Ross Bay Cemetery

### Politischer Aufstieg und vorenthaltene Industrialisierung
Ab 1862 war Victoria eine Stadt mit gewähltem Bürgermeister. Nach der politischen Vereinigung der Kronkolonie Vancouver Island mit der 1858 geschaffenen Kronkolonie British Columbia wurde Victoria 1868 Hauptstadt der Vereinigten Kolonien von Vancouver Island und British Columbia, aus der drei Jahre später die kanadische Provinz British Columbia hervorging.
James Douglas wurde der zweite Gouverneur der Kolonie (bereits 1851 von Vancouver Island, 1858 der Kronkolonie British Columbia). Ihm folgte Arthur Edward Kennedy bis 1864. Zunächst wehrten sich die politischen Vertreter gegen den Beitritt zur Kanadischen Konföderation. Doch vor allem John Sebastian Helmcken, der die Bahnverbindung zur Vorbedingung für den Beitritt zu Kanada gemacht hatte, und Joseph William Trutch setzten sich schließlich erfolgreich dafür ein. Endpunkt der Eisenbahn war das schnell wachsende Vancouver, das Victoria bald den Rang als Wirtschaftszentrum des Westens ablief.

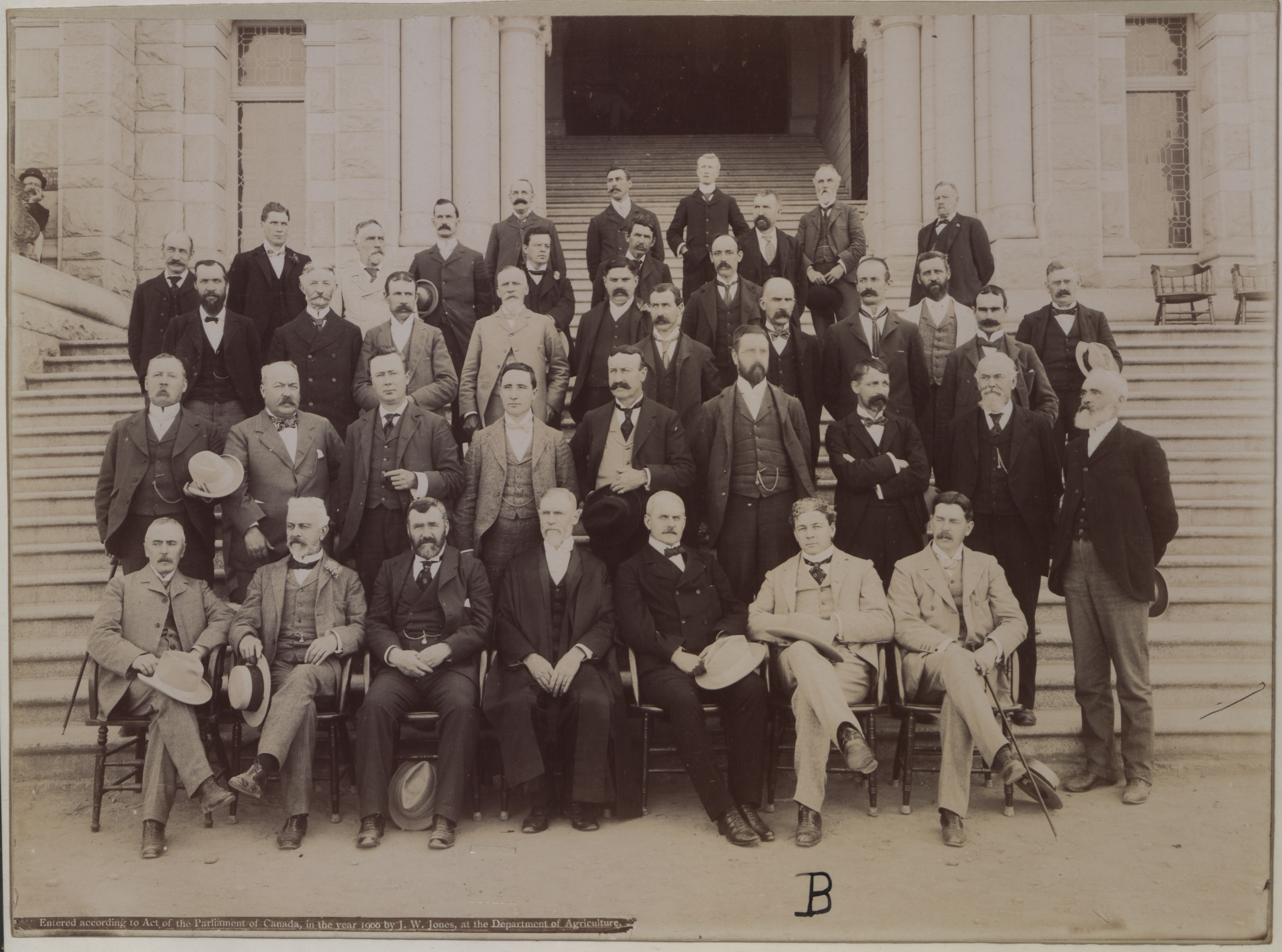
Mitglieder der Legislativversammlung, 1900

Die erste Tagung der Legislativversammlung von Vancouver Island fand 1856 in Fort Victoria statt. Drei Jahre später entstanden erste Regierungsgebäude an der James Bay, South Fork, die als „Vogelkäfige“ bezeichnet und erst 1897 durch das heutige Parlamentsgebäude ersetzt wurden. Außer von 1866 bis 1868, als für kurze Zeit New Westminster Hauptstadt war, tagte hier die Provinzregierung. Das heutige Gebäude wurde 1898 eingeweiht. Bereits 1890 war das seit 1875 von John Teague entworfene Rathaus, die City Hall, im Stil des Second Empire fertiggestellt worden. Das Rathaus wurde am 17. November 1977 von der kanadischen Regierung als Victoria City Hall National Historic Site of Canada zum nationalen Denkmal von historischer Bedeutung erklärt.
Der erste Zensus wurde 1871 in Victoria durchgeführt, 1881 auf ganz Vancouver Island, erneut 1891 und 1901. British Columbia hatte demnach 176.546 Einwohner, davon knapp 21.000 in Victoria, von denen 333 angaben, „Indians“ zu sein. Zählt man alle Menschen zusammen, die als „rot“ bezeichnet wurden, so ergibt sich eine Gesamtzahl von 532.
Ab 1861 erlebte Vancouver Island einen erneuten Zuwanderungsschub, als der Cariboo-Goldrausch ausbrach. Über die Cariboo Road (auch Cariboo Wagon Road oder Great North Road genannt) wanderten in den nächsten Jahren über 100.000 Männer Richtung Barkerville, doch der überwiegende Teil von ihnen landete zunächst in Vancouver, nicht in Victoria. Nicht nur Goldfunde (wie bei Sooke), auch Kohlefunde lockten zahlreiche Menschen an, dazu Holzeinschlag, Fischfang und Landwirtschaft. Später kamen zu diesen sich schnell entwickelnden Industrien weitere hinzu, zunächst vor allem der Eisenbahnbau. Die Baustellen der Canadian Pacific Railway und der Esquimalt and Nanaimo Railway zogen Tausende an. Dazu kam eine beginnende Urbanisierung um Victoria, das 1901 bereits 20.919 Einwohner hatte.

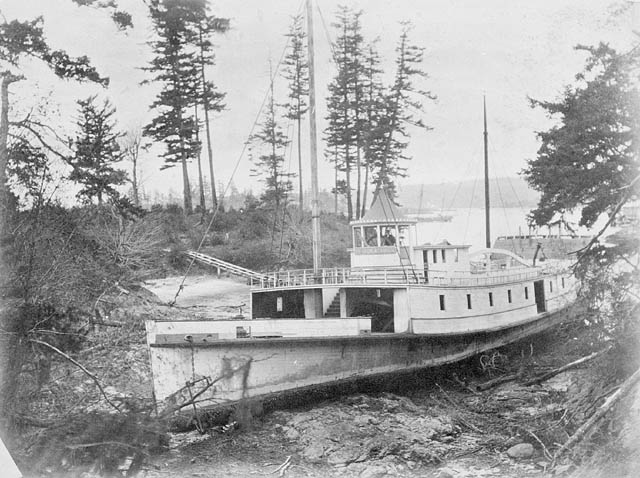
Schaufelraddampfer Alexandra in Esquimalt nach der Ausschlachtung (nach 1874)

Mit dieser wachsenden Einwohnerzahl erhielten die Industriezweige Transport und Kommunikation wiederum starke Impulse. 1880 installierte die Victoria and Esquimalt Telephone Company eine erste Telefonleitung zwischen der Hauptstadt und Esquimalt, 1886 wurde die Esquimalt and Nanaimo Railway nach Nanaimo fertiggestellt. Die R.P. Rithet, ein Dampfboot, fuhr den Fraser River aufwärts bis nach Yale. Aber auch die Bauindustrie wuchs und schließlich mit ihr zusammenhängende Zweige wie die Möbelindustrie. Pionier war hierbei John J. Sehl, der ein Möbelgeschäft in der Government Street betrieb. Geboren 1832 in Deutschland, kam er mit zwölf Jahren nach New York, war 1849 in Kalifornien, später am Fraser und bei Sooke als Goldsucher tätig, heiratete eine Indianerin namens Elizabeth (Van Allman) aus Iowa. In Victoria betrieb er bis zu seinem Tod am 18. Juni 1904 die Sehl Furniture Company, die sein Sohn John L. Sehl fortführte, der ebenfalls eine Indianerin heiratete (Celia Tiber aus North Dakota). Ein zweiter Deutscher, John Weiler aus Nassau (geb. 1824), hatte einen ähnlichen Weg hinter sich und gründete nach 1861 ebenfalls ein Möbelunternehmen, das schließlich zum größten in der Provinz aufstieg.

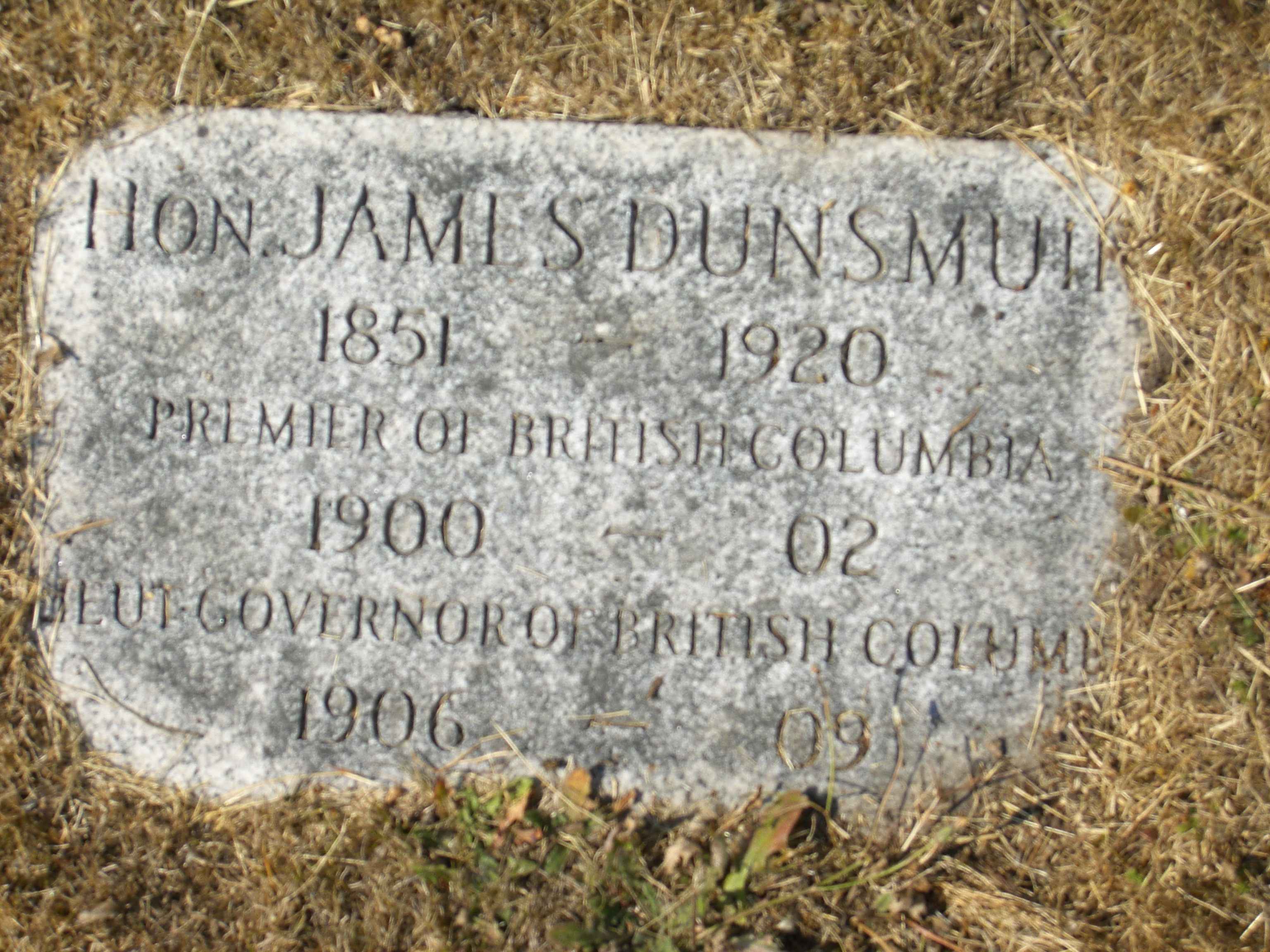
Grabinschrift für James Dunsmuir auf dem Ross Bay Cemetery

Zunehmend beherrschten jedoch Industrielle, allen voran Robert Dunsmuir mit seinen Beteiligungen an Kohlegruben und Eisenbahnbauten, die Hauptstadt. Sein Sohn James Dunsmuir wurde sogar Premierminister und Vizegouverneur der Provinz. Der Bauboom dieser bis zum Ersten Weltkrieg andauernden Prosperitätsphase prägt bis heute das Stadtbild, das ausgesprochen viktorianisch wirkt. Dabei dominierten beim privaten Hausbau Holzhäuser und im öffentlichen Bereich Ziegelbauten. Die umliegenden Städte wuchsen zunehmend mit der Metropole zusammen, wie etwa Esquimalt, der Oak Bay District und weitere Orte auf der Saanich-Halbinsel, der Heimat der namengebenden Saanich, denen man 1877 ein Reservat zuwies. Postverbindungen bestanden nach San Francisco (dreimal monatlich per Dampfboot) und Portland, eine Telegrafenleitung via Nanaimo verband die Stadt ebenfalls mit dem Festland. Die Wasserversorgung erfolgte vom Elk Lake her. 1884 installierte man die ersten elektrischen Leuchten.
Es entwickelte sich eine industrielle Struktur mit den Schwerpunkten Brauerei (die erste war die Lion Brewery, die bis nach San Francisco exportierte, 1858 entstand die Brauerei für Lager- und Bockbier von Joseph Loewen and L. E. Erb), Eisen- und Blechverarbeitung, Seifenproduktion, Schuhe (die erste Schuhfabrikation begann Maurice Carey in der Yates Street), Handschuhe und Stiefel, Streichhölzer und Zigarren (John Kurtz' White Labor Cigar Factory produzierte Havanna-Zigarren). Auch der Tourismus setzte bereits ein, Hotels entstanden, auch als Ziegelbauten, und sogar Kutschenverleihe waren profitabel. Der gehobene Lebensstil machte die Stadt bald zu einem wichtigen Konsumzentrum, nicht nur für Rohmaterialien, sondern zunehmend auch für Importwaren, wie etwa Tee.
Dabei war die Fluktuation in der Stadt, die um 1882 ca. 7.000 Einwohner zählte, hoch. Dazu kam, dass in jedem Winter rund 1.000 Fischer, Minenarbeiter und Straßenbauer in die Stadt zurückkehrten, eine Zahl, die sich seit 1877 verdoppelt hatte. Trotz Kohlefunden, Eisenbahnverbindung usw. auf Vancouver Island entwickelte sich die Stadt nicht zur Industriemetropole, sondern blieb ein Regierungs- und Verwaltungszentrum, das eher im regionalen Handel eine gewisse Rolle spielen konnte, aber wirtschaftlich immer mehr im Schatten von Vancouver und Seattle stand.

### Zuwanderer aus dem pazifischen Raum
Die Mehrheit der Zuwanderer waren Briten (also Engländer, Schotten, Waliser) und Iren. Sie kamen zunächst mit der Hudson’s Bay Company, wurden aber auch gezielt für die Kolonisierung um Victoria angeworben und dienten so als Gegengewicht gegen die starke Zuwanderung aus den USA, vor allem aus Kalifornien.

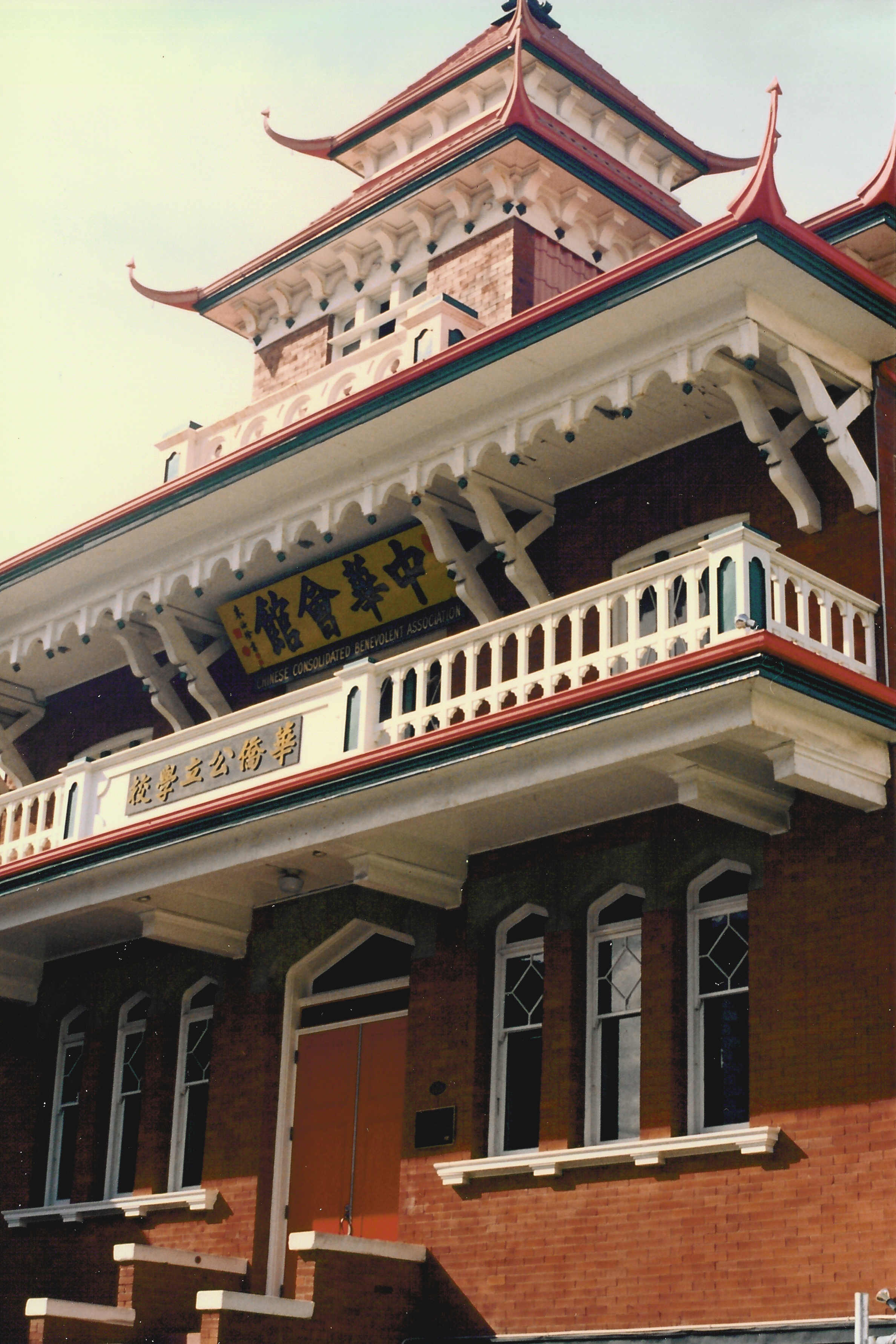
Gebäude der Chinese Consolidated Benevolent Association

Die erste größere Gruppe Chinesen kam 1858 im Zuge des Cariboo-Goldrauschs, nachdem schon einige der Entdecker Chinesen an Bord gehabt hatten. Viele stammten aus der chinesischen Provinz Guangdong. Die meisten wohnten entlang der heutigen Johnson Street in Zelten oder Holzhütten an der Nordseite eines Baches, der zu jener Zeit dort noch floss, und betrieben den Anbau von Gemüse, das sie bald in der Stadt verkauften. Ling Sing gilt als erster Chinese, der Bürger von British Columbia wurde (1872). Um 1875 nahm die Zuwanderung rapide zu und schon um 1880 war Chinatown die größte Ansiedlung ihrer Art in ganz Kanada. Die Holzhäuser wurden bald durch Ziegelbauten ersetzt, die überwiegend noch heute bestehen. Auslöser war wohl ein Großbrand im Jahr 1883, der das Quartier weitgehend zerstörte und die Gemeinde zeitweise verarmen ließ. 1884 wohnten rund 3.000 Chinesen in der Stadt, von denen nur noch jeder vierte Steuern zahlen konnte. 1885 zählte man in ganz British Columbia genau 9.629 chinesische Arbeiter. 1901 waren 3.004, 1911 bereits 3.458 Chinesen in der Stadt. Viele hatten längst ihre Familien nachgeholt, und es entstanden Geschäfte, Theater und Schulen. Die Chinese Consolidated Benevolent Association (nicht mit der Hoy Sun Ning Yung Benevolent Association zu verwechseln, die eher eine Selbsthilfeorganisation war) versuchte Konflikte mit Nichtchinesen beizulegen und repräsentierte die Gemeinschaft. Die Stadt fasste sie als eine Art Regierung der chinesischen Minderheit auf. In der 1713 Government Street entstand der älteste chinesische Tempel, 1909 die erste chinesische öffentliche Schule mit Unterricht in Chinesisch.
Fan Tan, das in der gleichnamigen Straße veranstaltete Glücksspiel, verursachte immer wieder Konflikte, und nach 1908, als Opium in Kanada verboten wurde, führte die Polizei auch aus diesem Grund immer wieder Razzien durch. Lange Zeit hatte die Regierung das Geschäft mit Opium geduldet, das in die USA geschmuggelt wurde, wo es schon früher verboten war. In Victoria selbst war der Konsum nur wenig verbreitet, urteilte John Sebastian Helmcken noch 1884. Im Hart Block (531 Herald Street), einem ausgedehnten Bordell, erschien die Polizei häufig wegen Anklagen der Zwangsprostitution und Sklaverei. 1884 schätzte man die Zahl der chinesischen Prostituierten auf rund hundert, wobei sie wohl die Indianerinnen verdrängt hatten. Gegenüber der chinesischen Schule erbaute man ein Polizeipräsidium. Die Chinesen trafen in Victoria zwar auf weniger gewalttätige rassistische Ausschreitungen als in Vancouver, doch wirkte die Gesetzgebung nicht besonders mäßigend. So durften sie erst ab 1947 wählen. Einer der häufigsten Auslöser für rassistische Übergriffe war die Tatsache, dass Chinesen immer wieder als Lohndrücker eingesetzt wurden.

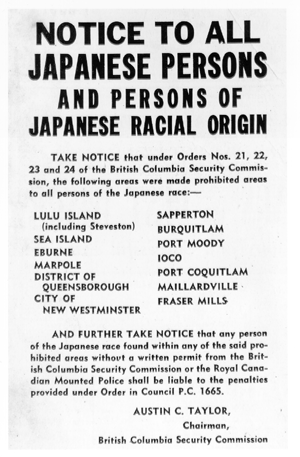
Bekanntmachung der für Japaner verbotenen Gebiete durch die British Columbia Security Commission

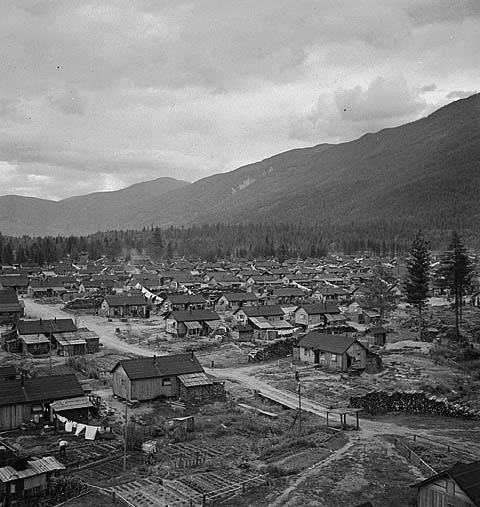
Internierungslager für Japaner in British Columbia, Juni 1945

Während die Chinesen am Nordrand der Kernstadt lebten, bevorzugten die Hawaiianer den Süden. Ihre Wohnstraße hieß Kanaka Row. 1901 lebten im District of Victoria 338 Japaner, die im Gegensatz zu den Chinesen nicht als industrielle Hilfsarbeiter oder in der Gastronomie, sondern überwiegend als Fischer tätig waren. Die Mitglieder ihrer Gemeinde wurden während des Zweiten Weltkriegs interniert. Sie wurden, vor allem auf Initiative Ian Mackenzies, enteignet und teilweise nach Japan deportiert.

### Verkehr, Tourismus, Ausdehnung des Ballungsraums
Die Verkehrsanbindung wurde für Victoria immer wichtiger. So verband ab 1903 ein regelmäßiger Fährdienst der Victoria Terminal Railway and Ferry Company Sidney mit den Städten an der Fraser-Mündung, vor allem dem schnell wachsenden Vancouver. 1932 fuhr die erste Fähre von Sidney nach Anacortes. Aus diesen Fährbetrieben gingen 1961 auf Regierungsinitiative die BC Ferries hervor. Zu Anfang des Ersten Weltkriegs errichtete die kanadische Regierung einen Militärflugplatz (Patricia Bay Airport), den Vorgänger des heutigen Internationalen Flughafens.
Der Tourismus, der heute am schnellsten wachsende Erwerbszweig, spielte schon im 19. Jahrhundert eine bedeutende Rolle. Hierfür baute die Canadian Pacific Railway 1905 das Empress Hotel. 1994 war die Stadt Gastgeberin der 15. Commonwealth-Spiele, bei denen weit über dreitausend Athleten aus über 60 Staaten antraten, und 1998 setzte die Tourismusbranche erstmals mehr als eine Milliarde Dollar um. Daneben baute die Stadt ihre Bildungseinrichtungen aus. So entstand aus dem Victoria College 1963 die heutige Universität.
Der private Autoverkehr erreichte Victoria relativ spät. Das erste Auto fuhr 1899. Nur Unternehmen nahmen die Erfindung an. In einer kurzen Phase um 1900 gab es nur Elektroautos und dampfgetriebene Fahrzeuge. Doch gegen 1906 setzte sich auch hier der Verbrennungsmotor durch und die Zunahme des Verkehrs erforderte erste Geschwindigkeitsbegrenzungen. Der Automobilclub hatte bereits 50 Mitglieder.
Nach und nach wurden die Neighbourhoods in die Stadtentwicklung mit einbezogen. Das bedeutete zunächst Ausbau des Straßennetzes, aber auch Trinkwasserversorgung aus den umgebenden Seen; Naherholungsgebiete wurden erschlossen. Dabei kam es zu Auseinandersetzungen um Immobilienspekulationen. Davon war und ist besonders der Küstenstreifen betroffen. Ein weiterer Grund, warum es immer wieder zu Auseinandersetzungen kommt, sind die Begräbnisstätten und archäologisch bedeutsamen Stellen, die erst in jüngster Zeit dokumentiert worden sind. Richtung Westen endet allerdings schnell der Bereich, in dem das Klima Victorias noch so mild ist, wie in Downtown. Zudem ist die politische Selbstständigkeit der 13 Neighborhoods recht groß, und deren Bewohner bevorzugen das ländliche Ambiente. Die zersplitterten Besitzverhältnisse und die Mentalität im Osten der Stadt mit einem ländlichen Wohnstil begrenzen ebenfalls eine Ausweitung der Grundstücksspekulation.
Es entstand als übergreifende Organisation der Capital Regional District (CRD), zu dem auch die südlichen Gulf Islands (Saltspring, Galiano, Pender, Saturna, Mayne) gehören. Er umfasst rund 2340 km² und unterhält zahlreiche Büros. Inzwischen ist der CRD zuständig für Müll und Wiederverwertung, Landgewinnung, Brunnenbau und Wasserreinigung sowie -versorgung, für die Unterstützung von Künstlergruppen, Regionalplanung, Gesundheitswesen, die rund 30 Regionalparks, Wanderwege usw. Außerdem ist er der einzige Anteilseigner der Capital Region Housing Corporation, dem 1200 Wohneinheiten gehören. Übergeordnete Gesetze können von ihm auch in den Teilgemeinden durchgesetzt werden, wie das Rauchverbot seit 1996. Für den Ausgleich der gegensätzlichen Interessen bei der Nutzung des Gebiets spielt er inzwischen eine wichtige Rolle, stellt jedoch keineswegs eine Art übergeordnete Verwaltungsinstanz dar.

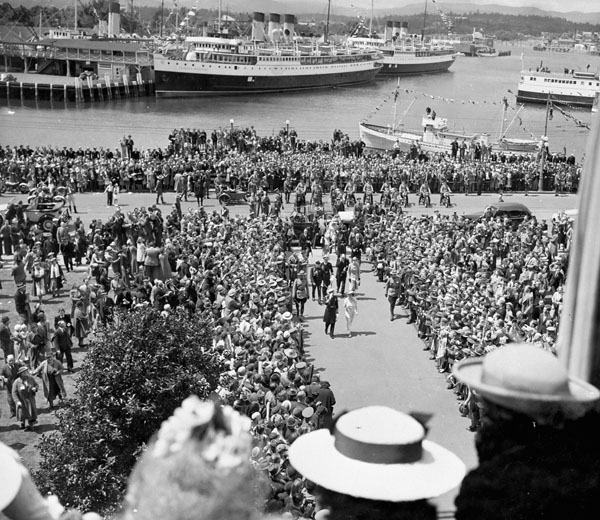
Königlicher Besuch in Victorias Inner Harbor durch König Georg VI. und Königin Elizabeth, Blick vom Parlamentsgebäude

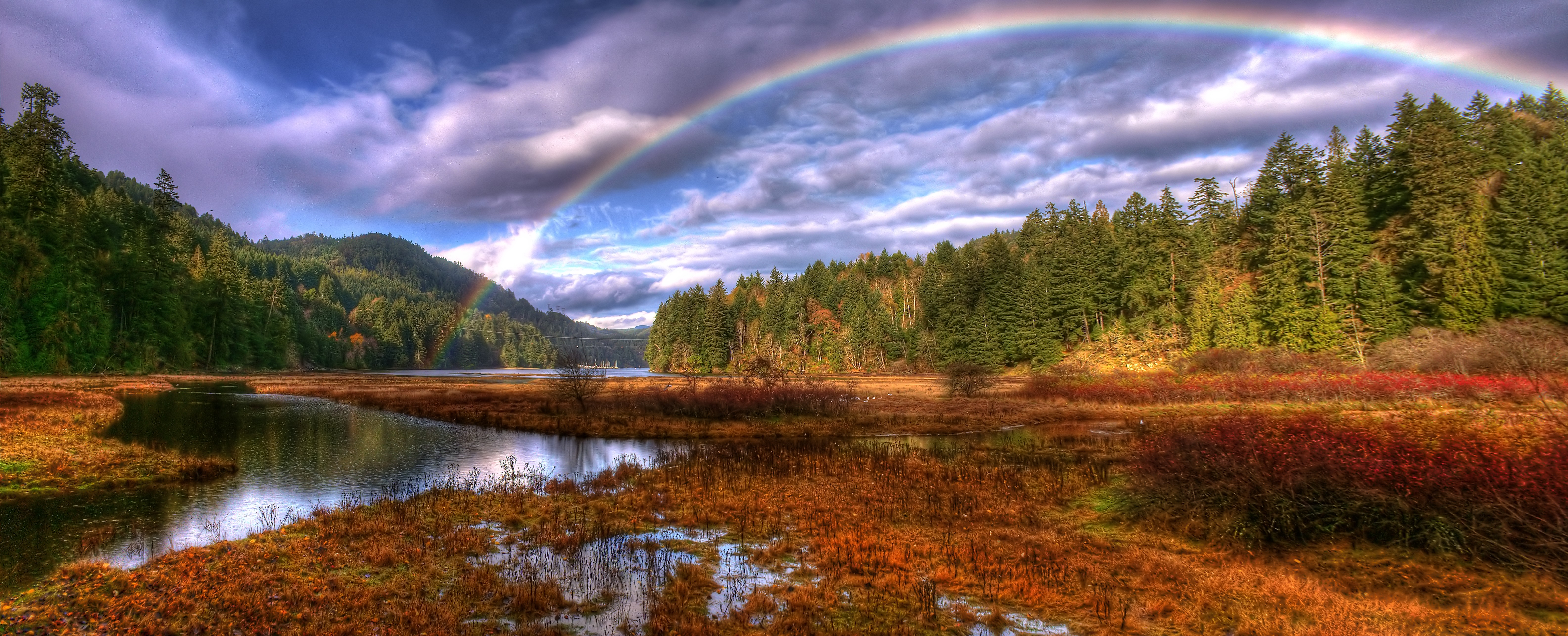
Goldstream-Provinzpark

Die Konflikte in diesem Bereich gründen auf Konstellationen, die für kanadische Städte spezifisch sind, da sie über Kronland verfügen. 2001 verkaufte die Stadt Victoria Kronland (Crown Land), das seit der britischen Kolonialzeit bestimmten Nutzungsrechten und vor allem -begrenzungen unterliegt. Dieses Gebiet lag an der Mündung des Goldstream River, am Ende eines als Saanich Inlet bekannten langen Fjords. Der Goldstream River und der Spaet-Berg (gespr. spa-eth) sind aber zugleich Teil des Goldstream-River-Wasserschutzgebietes. Hier befand sich zudem ein altes Indianerdorf und eine Begräbnisstätte. 1913 wurden dort 12 Acre als Goldstream Indian Reserve No. 13 ausgewiesen, was wiederum nur auf Kronland möglich war. Die fünf Songhee-Nations teilen sich hier noch heute ein Reservat. Doch Holzeinschlag, wie er in Kanada noch häufig in Gebrauch ist, also der großflächige Kahlschlag, schädigten die Trinkwasser- und Energieversorgung der Stadt. 1998 wurde dieses Verfahren gestoppt. Der Goldstream Provincial Park wurde nach Stilllegung eines Wasserkraftwerks eingerichtet.
Noch 2007 gab Forstminister Rich Coleman 28.000 ha Waldland zur privaten Nutzung frei (Tree Farm Licenses 6, 19 und 25). Der neue Besitzer, Western Forest Products, veräußerte einen Teil des Landes an den Entwickler Ender Ilkay, darunter die Sooke Potholes, ein ökologisch wertvolles Gebiet, von knapp 7,3 ha Fläche. Die Bebauungsdichte hängt in Kanada letztlich von der Größe der Parzellen ab, in die das Land aufgeteilt werden darf. Der Streit ist noch in vollem Gange, wobei sich der CRD auf die Seite der Bürgerschaft stellt, die nicht befragt wurde, und deren Anspruch auf Naherholungsgebiete durch zu kleine Parzellierung gefährdet wird.

## Bevölkerung
Der Zensus im Jahr 2021 ergab für die City eine Bevölkerungszahl von 91.867 Einwohnern. Die Bevölkerung hatte im Vergleich zum vorletzten Zensus im Jahr 2011 um 7,2 % zugenommen, während die Bevölkerung in der Provinz Britisch Columbia gleichzeitig um 5,6 % anwuchs. Für den Großraum ergab der Zensus 2016 eine Einwohnerzahl von 367.770 Einwohnern und einen überdurchschnittlichen Zuwachs von 6,7 %, für 2021 betrug diese Zahl 397.237 – was einer weiteren Zunahme um mehr als 8 % entspricht.
Die Volkszählung von 2021 ergab eine Einwohnerzahl von fast 400.000, während die von 2011 noch ergeben hatte, dass die Stadt mit den 13 Vororten 344.615 Einwohner hatte. 2006 waren es 330.088 gewesen. Der eigentliche Kern der Stadt hatte allerdings 2011 nur 80.017, 2006 nur 78.659 Einwohner. 2001 hatte die Stadt nur 311.902 Einwohner gezählt, 1996 sogar erst 304.287.
Dabei ist der Anteil der alten Menschen relativ hoch: 17,8 % der Bevölkerung waren 2006 über 65 Jahre alt, 10.215 waren sogar über 85, der Median war in den zehn Jahren zuvor von 38,7 auf 43,1 gestiegen, die Zahl der Haushalte von 129.350 auf 145.430. Der Anteil der Mietwohnungen war dabei von 37,8 auf 35,2 % gefallen, dementsprechend der Anteil der Eigentumswohnungen und -häuser gestiegen.

### Multikulturelle Gesellschaft, First Nations und (nicht) sichtbare Minderheiten
129.580 Einwohner British Columbias rechneten sich 2006 der Aboriginal Population zu. In Victoria waren dies 10.905 Menschen, von denen sich 6.800 einer der First Nations zuordneten (5.410 waren registrierte Indians), 3.620 den Métis, 135 den Inuit. 130 machten Mehrfachangaben, stammten dementsprechend wohl aus verschiedenen dieser Gruppen.
Die Zahl der Zuwanderer aus dem Ausland war von 3,0 auf 3,4 % gestiegen, die aus Kanada von 9,4 auf 6,4 % gesunken. Der Anteil der Immigranten (landed immigrants) liegt bei 19,1 %. 8.935 Immigranten kamen aus Amerika (davon 6.125 aus den USA), 34.030 aus Europa (davon 19.395 aus Großbritannien), 2.225 aus Afrika und 15.290 aus Asien. Dabei kamen 5.555 aus China und Hongkong, 2.810 aus Indien, 1.775 von den Philippinen. Aus „Ozeanien“ (was Grönland und Saint-Pierre und Miquelon einschließt) kamen 1.585. Als non-permanent residents, also als Flüchtlinge oder Inhaber von Studien- oder Arbeitserlaubnissen galten 3.575 Menschen. Allein in den letzten fünf Jahren sind 5.975 Menschen zugewandert, wobei der Anteil Ost- und Südostasiens stärker angestiegen ist. Während aber 1961–1970 noch 11.595 Menschen einwanderten, kamen 1991–2000 nur 10.070, im Zeitraum 2001–2006 kamen wieder 5.975, was einen starken Anstieg darstellt.
2001 zählten sich zur „visible minority group“ (sichtbare Minderheit, d. h. alle Nicht-Weiße bzw. Nicht-Kaukasier mit Ausnahme von First Nations, Inuit und Métis): Chinesen (11.240), Südasiaten (5.775), Philippinos (1.815), Südostasiaten (1.245), Araber (280), Westasiaten (410), Koreaner (680), Japaner (1.740), Schwarze (2.175), Lateinamerikaner (1.165), sonstige (210), gemischt (460). Dies macht deutlich, dass der bei weitem überwiegende Teil dieser sichtbaren Minderheit aus Asien, und dort besonders aus Ostasien stammt. In ganz Kanada hat ihr Anteil die eine Million bei weitem überschritten. 2021 lag der Anteil dieser Gruppe bereits bei 64.775 Einwohnern, was 16,7 % der Gesamtbevölkerung entsprach. 2016 waren dies noch 50.310, bzw. 14,1 % gewesen. Deren Anteil beträgt in Kanada allerdings 26,7 und in der Provinz 34,4 %. 17.390 waren im Jahr 2021 chinesischer Abstammung, 13.715 südasiatischer, 8.525 philippinischer Abstammung, 5.090 waren Schwarze, 3.940 Lateinamerikaner, 3.800 Südostasiaten, 3.315 Japaner, 2.330 Koreaner, hinzu kamen 1.980 Einwohner arabischer und 1.525 westasiatischer Abstammung. 2.345 Angehörige anderer sichtbarer Minderheiten gehörten ebenso daz, wie weitere 820, die keiner der genannten Kategorien zuzurechnen waren.
Die Indigenen zählen hingegen zu den nicht sichtbaren Minderheiten und umfassten drei Gruppen (First Nations, Métis und Inuit) von insgesamt 8.700 Menschen (2001), bzw. fast 11.000 (2006, s. o.). Sie können in Downtown beispielsweise auf die Inner City Aboriginal Society zurückgreifen, die soziale Dienste und Rechtsvertretung anbietet. „Indigenen Hintergrund“ hatten im Jahr 2021 knapp 20.000 Einwohner der Stadt. Während die Bevölkerung Kanadas von 2016 bis 2021 um 5,3 % anwuchs, lag dieses Wachstum bei den Indigenen bei 9,4 %. Auch ist dieser Teil der Bevölkerung mit einem Durchschnittsalter von 34,6 Jahren in Victoria um fast genau zehn Jahre jünger als der Rest der Bevölkerung. Der Anteil der unter 14-Jährigen liegt bei 21,5 %, während er ansonsten bei 12,5 % liegt.
Die Stadt zählt 24 Landsmannschaften, von der Alliance Française bis zum Edelweiss Club, vom Native Friendship Center bis zu den Sons of Norway oder der Vietnamese Association. Der Erforschung ihrer Geschichte widmen sich mehrere Vereinigungen, unter denen sich die Association Historique Francophone de Victoria und die B.C. Jewish Historical Society auf französische bzw. jüdische Geschichte konzentrieren.
Zu den sichtbaren sozialen Problemen zählt vor allem die Obdachlosigkeit. Daher wurde im Januar 2008 beschlossen, die 55 Schlafmöglichkeiten der Hilfsorganisation Streetlink in ein städtisches Gebäude in der Ellice Street zu verlegen und diese auf 80 Betten aufzustocken. Dazu kommen 24 Stellen für betreutes Wohnen. Die noch von Streetlink genutzte Stätte in der Store Street wird zu 15 Wohnungen im gleichen Sinne umgewandelt, dazu 26 weitere Einheiten in der angrenzenden Swift Street. Auch das in Provinzeigentum befindliche Haus in der Humboldt Street wird entsprechend zu 53 Einheiten umgewandelt. 2023 zählte man 1.665 Menschen, die zumindest temporär obdachlos waren, bei Freunden wohnten oder an unbekannten Orten nächtigten, 524 von ihnen waren dauerhaft ohne Obdach.

### Bevölkerungsentwicklung
Der Victoria Municipal Census vom April 1871 (im Juli erfolgte der Anschluss an Kanada), die erste Volkszählung, zählte 1054 Haushaltsvorstände, davon waren 61 „natives“ und 10 Chinesen. Die Einwohnerzahl lag bei 3.630. 1881 hatte die Stadt bereits 18.623 Einwohner. Victoria hatte 1901 genau 20.919 Einwohner, dazu kamen 2.947 im ländlichen Umland, davon waren 3.000 Chinesen, 338 Japaner und 333 Indianer. Auf 14.304 Männer kamen nur 9.359 Frauen.
Seither wächst die Stadt kontinuierlich, doch lebt nur noch rund ein Viertel der Bewohner des CRD in Victoria selbst.
| Jahr | Einwohner |
| ---- | --------- |
| 1871 | 3.630     |
| 1881 | 18.623    |
| 1901 | 20.919    |
| 1921 | 38.727    |
| 1931 | 39.082    |
| 1941 | 44.068    |
| 1951 | 51.331    |
| 1961 | 54.941    |
| 1971 | 61.761    |
| 1981 | 64.379    |
| 1991 | 71.228    |
| 2001 | 74.125    |
| 2006 | 78.057    |
| 2016 | 85.792    |
| 2021 | 91.867    |

Der CRD wies 1996 304.287, fünf Jahre später 311.902 und 2006 330.088 Einwohner auf.

### Religionen und Konfessionen
Die vorherrschende Religion ist das Christentum, wobei die protestantischen Bekenntnisse die bei weitem größte Gruppe darstellen. Abgesehen davon, dass über 11.000 Bewohner ihr Bekenntnis nicht spezifizierten, rechneten sich den Protestanten rund 115.000, den Katholiken rund 48.000 (dazu zählen Römische und „östliche“ Katholiken, Angehörige der Polish National Catholic Church und Alt-Katholiken), den Orthodoxen knapp 1.700 zu. 3.470 Menschen zählten sich zu den Sikhs, 3.315 waren Buddhisten, 1.550 Juden, 1.230 Muslime, 765 Hindus. Über 3.000 rechneten sich anderen Religionen zu. Die stärkste Gruppe waren mit 116.000 Menschen erstmals diejenigen, die sich keiner Religion zurechneten.
Das katholische Bistum Victoria hat seinen Sitz in der Hauptstadt und vertritt rund 94.000 Katholiken auf Vancouver Island. Es betreut im Raum Victoria zwölf Gemeinden. Kathedrale des Bistums ist die St. Andrews Cathedral. Seit 2014 ist Gary M. Gordon der 17. Bischof von Victoria.

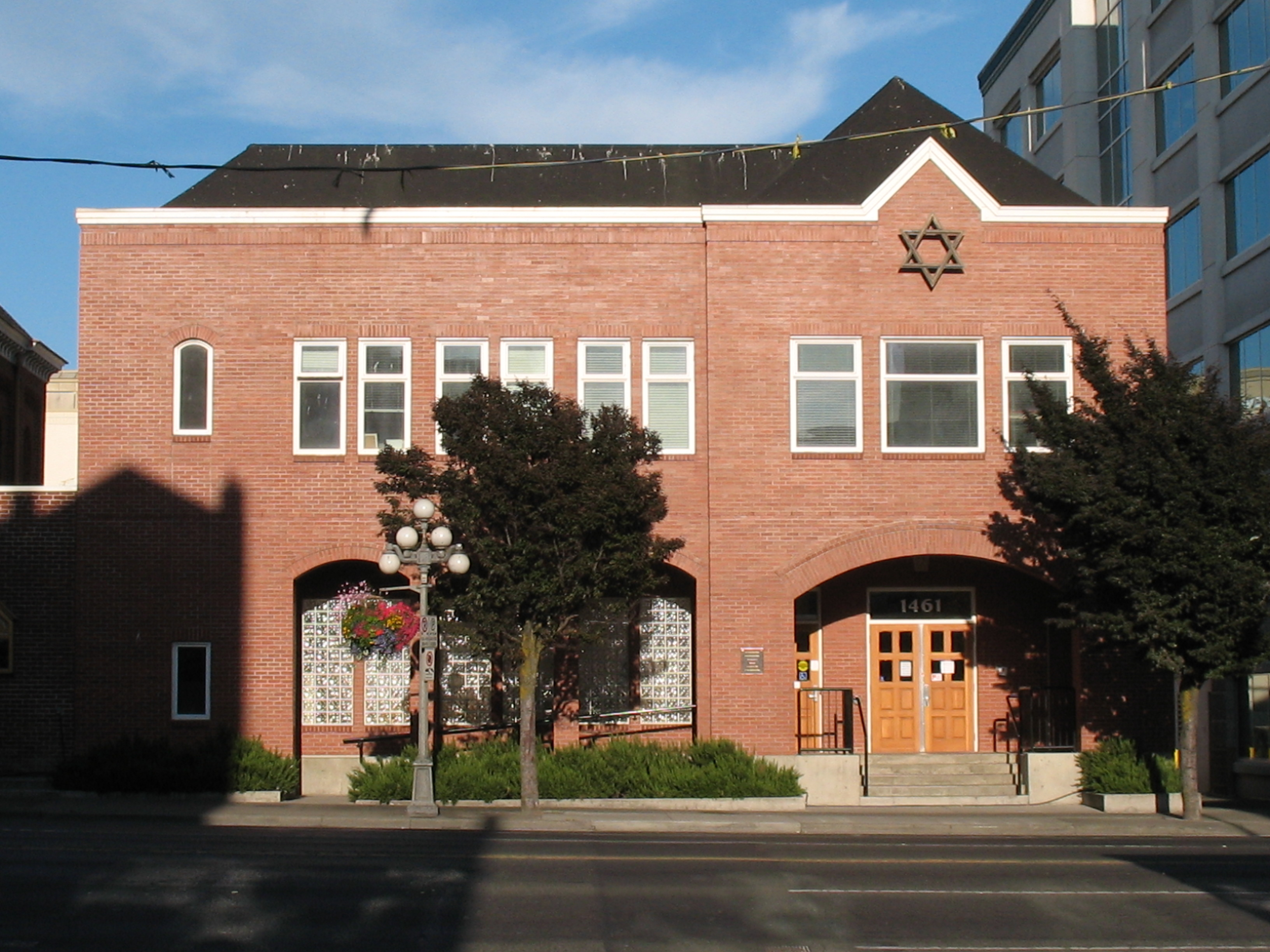
Synagoge

Die jüdische Gemeinde Victorias umfasst weit über tausend Mitglieder. Die meisten zählen sich zum konservativen Judentum, gefolgt vom Reformjudentum und dem orthodoxen Judentum. Der jüdische Friedhof Cedar Hill ist der älteste in Westkanada, die Synagoge die älteste Kanadas. Historische Quellen liegen in den Jewish History Archives in Vancouver, in W. 41st Avenue und in Granville.
Sikhs, Hindus und Muslime kamen und kommen vor allem durch die britische Kolonialherrschaft und durch die weiterhin bestehenden engen Kontakte, z. B. in Form des Commonwealth, nach Victoria – auch dies ein Aspekt des britischen Charakters der Stadt. So bauten etwa die indischen Sikhs einen Tempel in der 1210 Topaz Avenue, der wohl vor 1912 entstand, Buddhisten errichteten 1905 den ältesten Tempel Kanadas und die Muslime versammeln sich in der Masjid al-Imam, der Moschee in der Quadra Street.

## Politik und Gemeinwesen
Von 1999 bis 2008 war der Bürgermeister Alan Lowe, womit er Anspruch auf die Anrede His Worship hat. Er hatte Umweltstudien in Manitoba und in Oregon Architektur studiert. Er hat nicht nur chinesische Vorfahren, sondern war mit 38 Jahren auch der jüngste Mayor des Landes. 1999 errang er über 43 % der Stimmen, 2002 sogar über 61 %, gewann die Wahl von 2005 aber nur mit knappem Vorsprung. 2008 folgte ihm Dean Fortin im Amt. Auf Lowe folgte Dean Fortin (2008–2014) im Amt, dann Lisa Helps (2014–2022). Derzeitige Amtsinhaberin ist seit 2022 (gewählt mit 55,5 % der Stimmen) die unabhängige Kandidatin Marianne Alto, die Fragen der Obdachlosigkeit oberste Priorität einräumt.
Im Provinzparlament, der Legislativversammlung von British Columbia ist die Stadt Victoria mit zwei Sitzen vertreten. Seit den Wahlen im Mai 2005 werden die Wahlkreise Victoria-Beacon Hill und Victoria-Hillside von Abgeordneten der British Columbia New Democratic Party gehalten, die in Opposition zur regierenden British Columbia Liberal Party steht.
Abgeordnete Victorias im kanadischen Unterhaus ist Denise Savoie von der New Democratic Party.

### Polizei
Während im größten Teil der Provinz die Division „E“ der Royal Canadian Mounted Police (RCMP) für die Sicherheit zuständig ist, besitzt Victoria als eine von nur elf Gemeinden in British Columbia eine eigene Polizeibehörde, das Victoria Police Department. Diese wurde 1858 gegründet ist damit die älteste kanadische Polizeibehörde westlich der großen Seen und seit dem Jahr 2003 mit der Polizei des benachbarten Esquimalt verschmolzen. Im Jahr 2021 hatte das Department etwa 345 Mitarbeiter und ein Budget von etwa 59,6 Millionen C $.

### Bildung
Neben der Universität (UVic oder University of Victoria) ist das Royal British Columbia Museum eine der wichtigsten Bildungsstätten, die auch für den Tourismus von großer Bedeutung ist. Dazu kommen das Lester B. Pearson United World College of the Pacific in Metchosin, das sich, entsprechend dem namengebenden Friedensnobelpreisträger, dem Ziel einer friedlichen Koexistenz verschrieben hat, und als jüngste Einrichtung die Royal Roads University sowie das Camosun College von 1971. Dazu kommt die umstrittene private University Canada West, die bis 2009 unter Leitung des ehemaligen UVic-Präsidenten stand. Sie besitzt zwei Campus, einen in Vancouver und einen in Victoria, 950 Kings Road.
Das Dominion Astrophysical Observatory und das Centre of the Universe-Planetarium stellen herausragende naturwissenschaftliche Institute dar. Neben dem Royal BC Museum ist das Maritime Museum of British Columbia für Erforschung und Dokumentation sowie Präsentation der Geschichte der Seefahrt von Bedeutung.

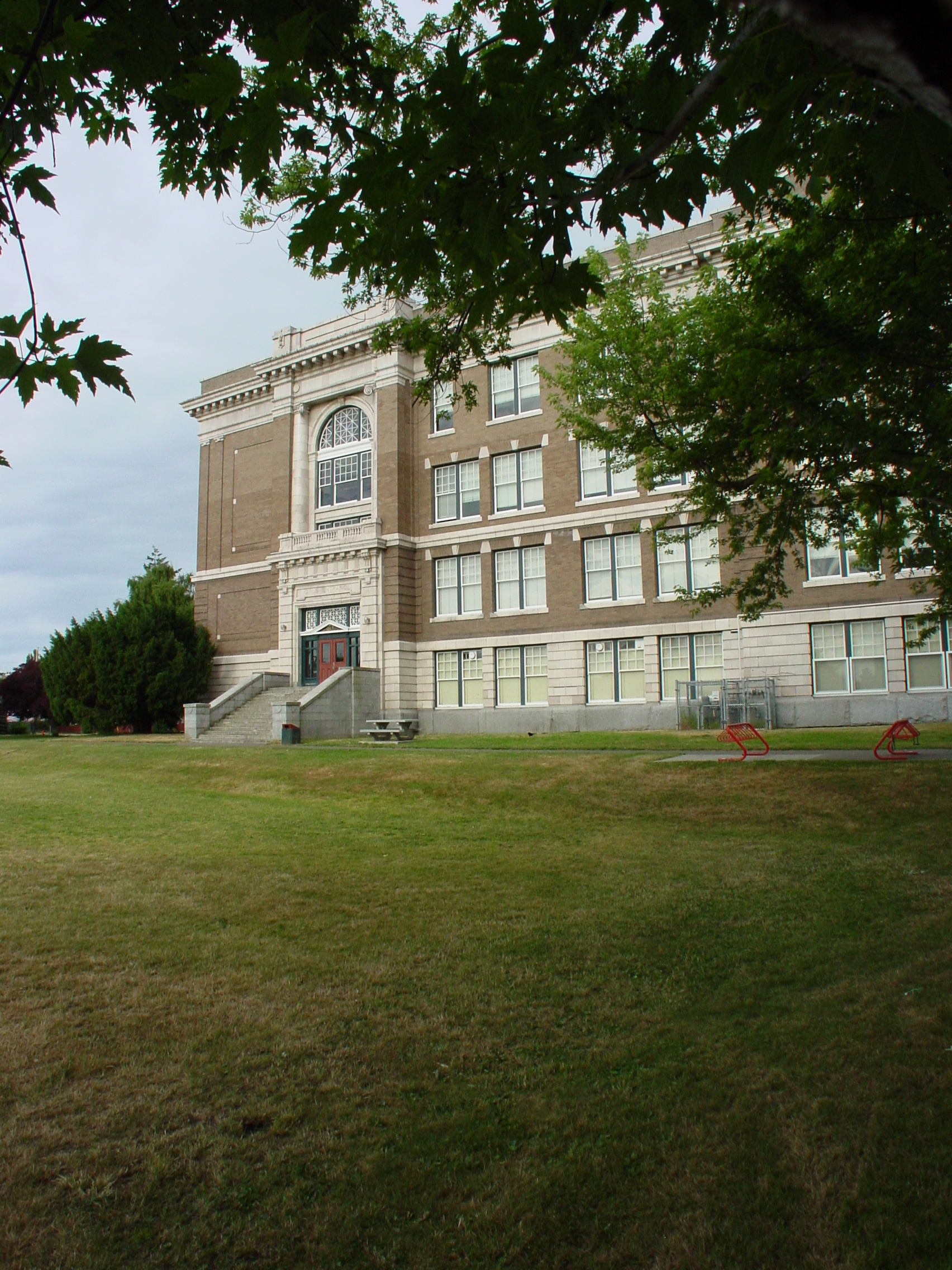
High School

Die einzige Highschool im Stadtkern ist die Victoria High School von 1876. Daneben gibt es noch Schulen dieses Typs in Oak Bay und in Esquimalt, weitere, als Secondary Schools bezeichnete Einrichtungen, wie die Lambrick Park, die Mount Douglas und die Reynolds Secondary sowie die Spectrum Community School bieten eine ähnliche Ausbildung. Für die frankophone Minderheit steht die École Victor Brodeur zur Verfügung, für die Chinesen die Chinese School in Chinatown. Dazu kommt eine Reihe, z. T. christlich ausgerichteter Privatschulen. Die erste Schule entstand auf Initiative des Gouverneurs James Douglas 1852, der erste Lehrer war Charles Bailey. Er unterrichtete 18 Schüler. 1855 folgte eine zweite beim heutigen Craigflower unter Leitung von Charles Clark. 1865 wurde die Schulpflicht für alle ab sechs Jahren eingeführt, doch 1872 mussten die Schulen mangels Geld geschlossen werden. Im nächsten Jahr erfolgte ein weiterer Anlauf, doch wurde die Schulpflicht auf die 6- bis 14-Jährigen begrenzt (vorher bis 18). 1876 wurde die erste High School gegründet, alle anderen waren Elementary Schools, eine Art Grundschulen. Die erste Normal School eröffnete 1915, 15 Jahre nach der ersten in Vancouver. Dies hing mit einem regelrechten Schulboom zusammen, denn von 1908 bis 1914 entstanden zwölf neue Schulen.

## Kultur und Sehenswürdigkeiten
Victoria gilt zum einen als britischste Stadt Nordamerikas; Bau- und Lebensstil sind sehr von England geprägt, schon auf den ersten Blick erkennbar an den roten Doppeldeckerbussen. Weit über tausend Gebäude sind in einem Inventar des historischen Erbes erfasst. Ähnlich wie die Gärten, Landhäuser und Parks sind sie überwiegend vom britischen Baustil inspiriert. Das zeigt sich vor allem in Downtown. Zum anderen ziehen Musik und Theater zahlreiche Besucher in die Stadt, wobei dies überwiegend Kanadier und US-Amerikaner sind.

### Im Umkreis des Inner Harbour

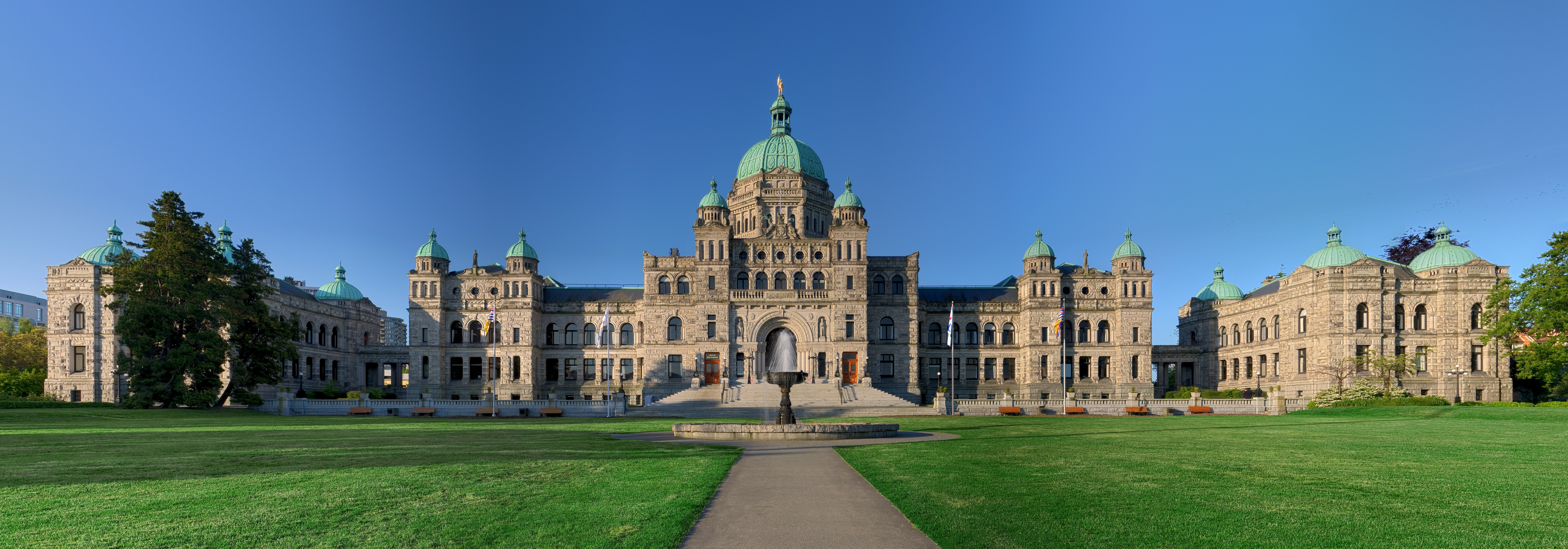
1898 wurde das Parlamentsgebäude als Sitz der Gesetzgebenden Versammlung fertiggestellt. Es ist 152 m breit und eine Bronzestatue von George Vancouver erhebt sich auf dem Gebäude.

Neben dem Parlamentsgebäude der Provinz British Columbia ist das direkt am Hafen gelegene Fairmont Empress Hotel eines der bekanntesten Gebäude in Victoria. Das Parlamentsgebäude und seine Umgebung gehören mit ihren 4 Hektar zu den wertvollsten Grundstücken in der gesamten Provinz. 2006 schätzte man seinen Wert auf 40 Millionen Dollar. Doch es stellte rechtlich betrachtet bis 2006 Indianergebiet dar. Die Regierung einigte sich am 25. November 2006 mit den Besitzern, den Songhees und Esquimalt auf eine Kompensation in Höhe von 31,5 Millionen Dollar. Dabei sollen jeweils pro Mitglied der Songhees nie mehr als 2.000 Dollar aus einem Fonds ausgezahlt werden dürfen. Bei zusammen 700 Stammesmitgliedern der beiden Stämme ergibt dies 1,4 Millionen. Weitere 8,5 Millionen Dollar sollen zum Kauf von Ersatzgrundstücken aus dem staatlichen Besitz eingesetzt werden. Sie müssen in Victoria oder in Esquimalt, Langford, Colwood oder View Royal liegen und maximal die gleiche Fläche umfassen, wie das alte Grundstück. Schließlich sollen 3 Millionen zur Deckung der Anwaltskosten aufgebracht werden sowie in die Umsetzung der vertraglichen Vereinbarungen. Ähnliche Regelungen wurden für die Esquimalt vereinbart.

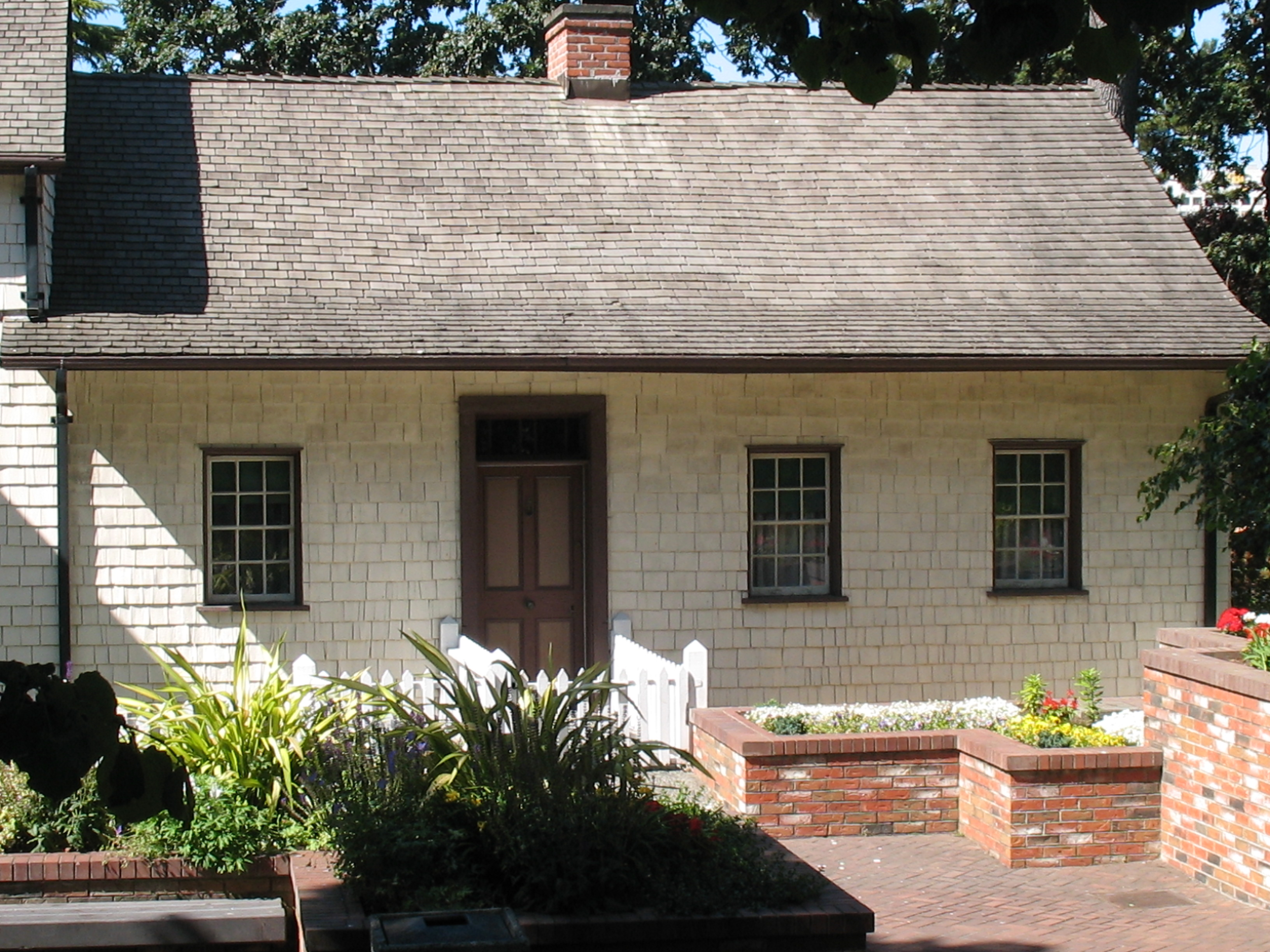
Das älteste Haus Victorias, das Helmcken House von 1852, war der Wohnsitz von John Sebastian Helmcken, einem der Gründerväter Kanadas

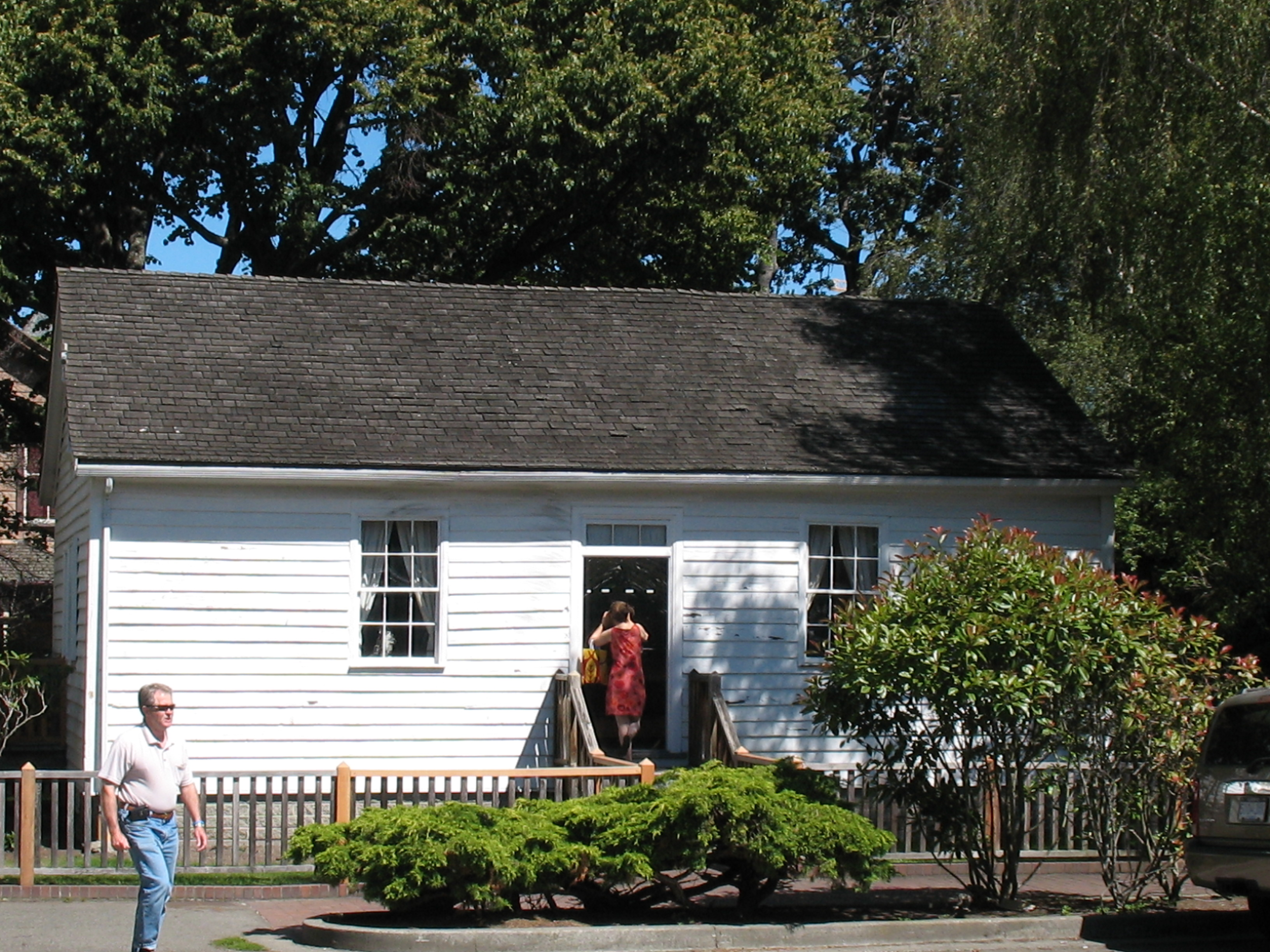
Das älteste Schulgebäude der Stadt, das katholische St Ann's Schoolhouse. Das Blockhaus wurde 1858 von Bischof Modeste Demers für die Schwestern gekauft. Es stand ursprünglich bei der St Ann's Academy und wurde erst 1974 an die heutige Stelle versetzt, gegenüber dem Helmcken-Haus

Unweit des Parlamentsgebäudes befindet sich das wichtigste Museum in Westkanada, neben dem Museum of Anthropology in Vancouver. Mit seinen Ausstellungsschwerpunkten Naturgeschichte, Stadtgeschichte und Geschichte der First Nations zieht das Royal British Columbia Museum jedes Jahr Hunderttausende an. Im Gebäude befindet sich das Hauptarchiv der Provinz, die British Columbia Archives. Zum Komplex gehört auch das älteste Gebäude der Stadt, das nach John Sebastian Helmcken benannte Helmcken House. Diesem gegenüber steht die älteste Schule der Stadt, das St Ann's Schoolhouse von 1858.
Die Art Gallery of Greater Victoria in 1040 Moss Street ist eine Mischung aus Kunstgalerie und -museum. Zahlreiche Werke von Emily Carr sind hier zu finden, die im konservativen Victoria lange um Anerkennung ringen musste. Das Swans Suite Hotel bietet als Teil der Williams Collection, einer der größten Sammlungen Westkanadas, Möbel, Gemälde und Skulpturen vom 17. bis zum 20. Jahrhundert. Darüber hinaus liegt ein Schwerpunkt auf der Kunst der First Nations.
Die Kernstadt selbst, mit ihrem europäischen Erscheinungsbild, ihren farbenfrohen Häusern und ihrer Kleinräumigkeit, ist besonders leicht für Fußgänger zu erschließen. Der alte Stadtkern von Victoria zieht sich rechts und links der Government Street vom Inner Harbour nach Norden. Dazu kommt, dass jedes Quartier eine ganz eigene Atmosphäre bietet. Das gilt vor allem für die Chinatown, die das älteste und besterhaltene Chinesenquartier Kanadas ist (in Amerika ist nur die in San Francisco älter). Sie reicht bis 1858 zurück. Dort befindet sich auch der älteste buddhistische Tempel Kanadas, der der Seegöttin Tam Kung gewidmet ist, ein Bau, der 1905 begonnen wurde (1713 Government Street). Außerdem findet sich hier die Fan Tan Alley, eine der schmalsten Straßen der Welt. An ihrer engsten Stelle ist diese Straße nur 90 Zentimeter breit und war schon wiederholt Drehort für Filme.

### Landhäuser und Gärten

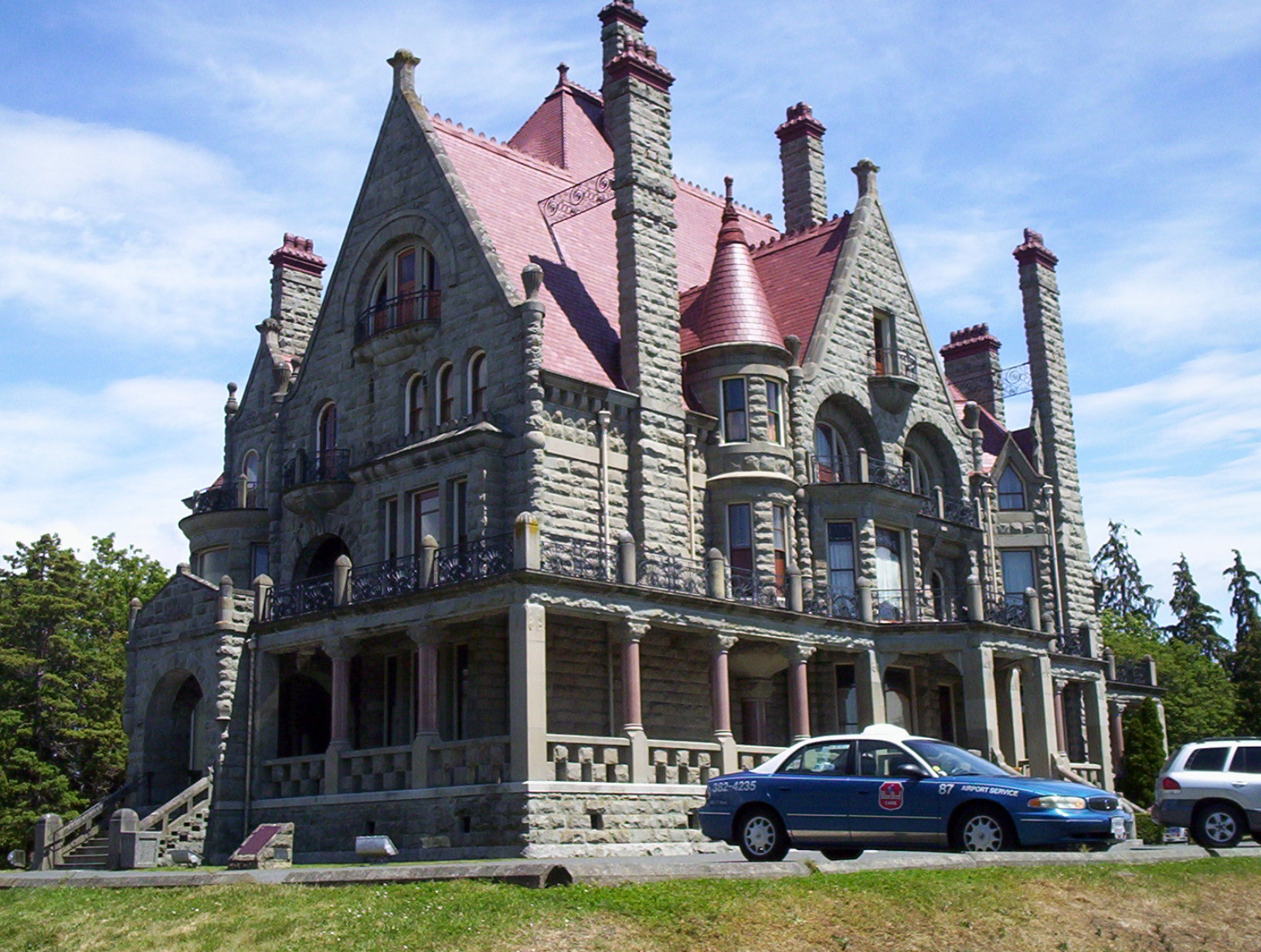
Landhaus Craigdarroch Castle, 1887–1890

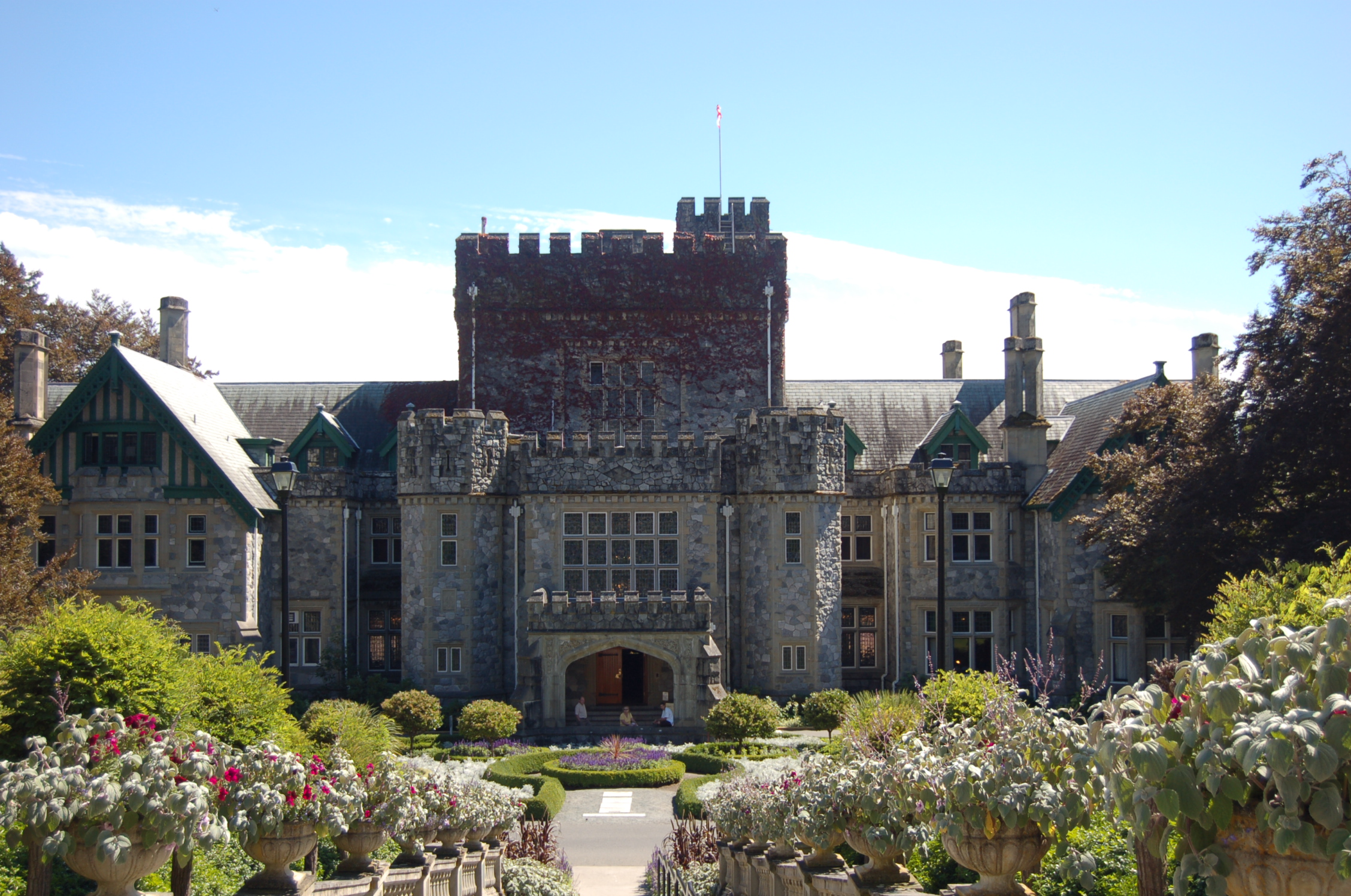
Hatley Castle, fertiggestellt 1908

Das von 1887 bis 1890 im Auftrag des Industriellen Robert Dunsmuir errichtete viktorianische Landhaus Craigdarroch Castle (gälisch für ‚felsiger Eichenplatz‘) liegt auf einem Hügel im Osten der Stadt. Das von seinem Auftraggeber nie bezogene Objekt (Dunsmuir starb 1889), beherbergte nach dem Ersten Weltkrieg ein Militärkrankenhaus, von 1921 bis 1946 das Victoria College und anschließend eine Musikhochschule. 1979 wurde das Landhaus mit seinen 39 Zimmern in ein Museum umgewandelt. Es wird jährlich von etwa 150.000 Besuchern frequentiert.
Ähnliches gilt für Hatley Park National Historic Site, einen Park mit alten Baumbeständen und einem ebenfalls von Dunsmuir beauftragten schlossartigen Gebäude, das Hatley Castle von 1908. Sieben der elf dicksten Douglasien Kanadas sollen dort stehen. Außerdem residieren hier seit 1995 die Royal Roads University und ein Museum. Ausgeführt wurde das Anwesen von dem für die Baugeschichte Victorias überaus wichtigen Architekten Samuel Maclure, der 1892 in die Stadt kam.

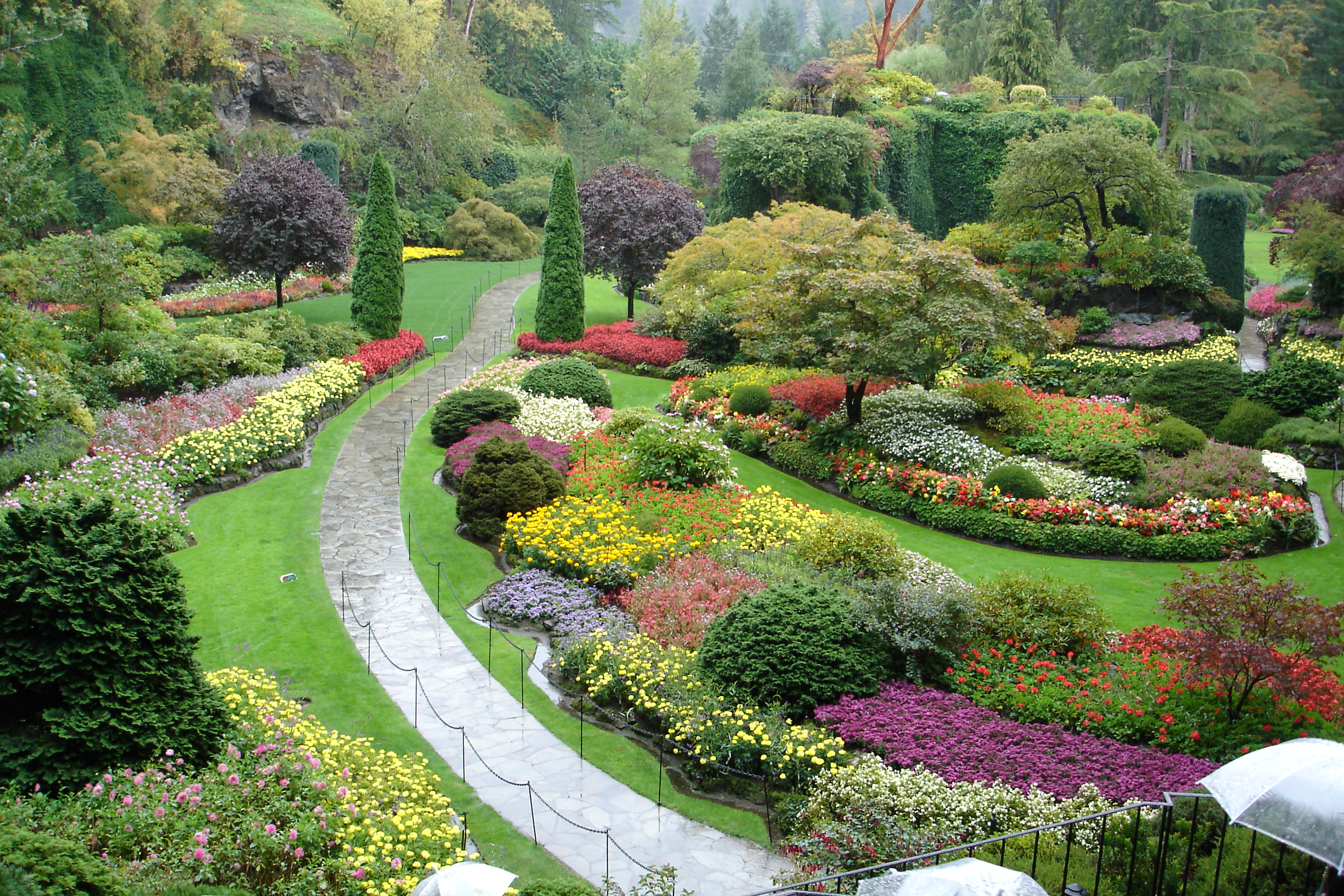
Butchart Gardens

Auf der Saanich-Halbinsel im Norden, bei Brentwood Bay, finden sich zwei ausgedehnte, parkähnliche Anlagen. Zum einen die Butchart Gardens (22 ha), deren Anlage 1904 von Jennie Butchart begonnen wurde, zum anderen die Victoria Butterfly Gardens, die an der West Saanich und Benvenuto Road liegen und ca. 70 Schmetterlingsarten (dazu 250 tropischen Pflanzen) einen Lebensraum bieten. Die Butchart Gardens bestehen, wie der Plural andeutet, aus mehreren Gärten, unter ihnen ein japanischer (seit 1908), ein italienischer, dazu ein Rosengarten (seit 1929) mit 250 Rosenarten. Die Gärten beschäftigen mehr als 50 Gärtner. Zwei indianische Künstler haben 2004 je einen Totempfahl aufgestellt. Ursprünglich hatte der erfolgreiche Baustoffhändler Robert Pim Butchart hier eine Kalkgrube ausgebeutet, die seine Frau in einen riesigen Garten verwandelte, in dem sich bis heute die kanadische Gartenbaukunst mit über 700 Pflanzenarten widerspiegelt. Ähnliches gilt für die Abkhazi Gardens, die von Prinz und Prinzessin Abkhazi ab 1946 über vier Jahrzehnte geschaffen wurden. Marjorie (Peggy) Pemberton-Carter, die 1945 aus Shanghai nach Kanada geflohen war, heiratete den georgischen bzw. abchasischen Exil-Prinzen Nicholas Abkhazi aus Tiflis, der seinerseits 1919 nach Kanada geflohen war. Nach ihrem Tod 1987 bzw. 1994 kaufte die Land Conservancy of British Columbia im Jahr 2000 das Land, um seine Bebauung durch eine Siedlung zu verhindern.

### Kirchen

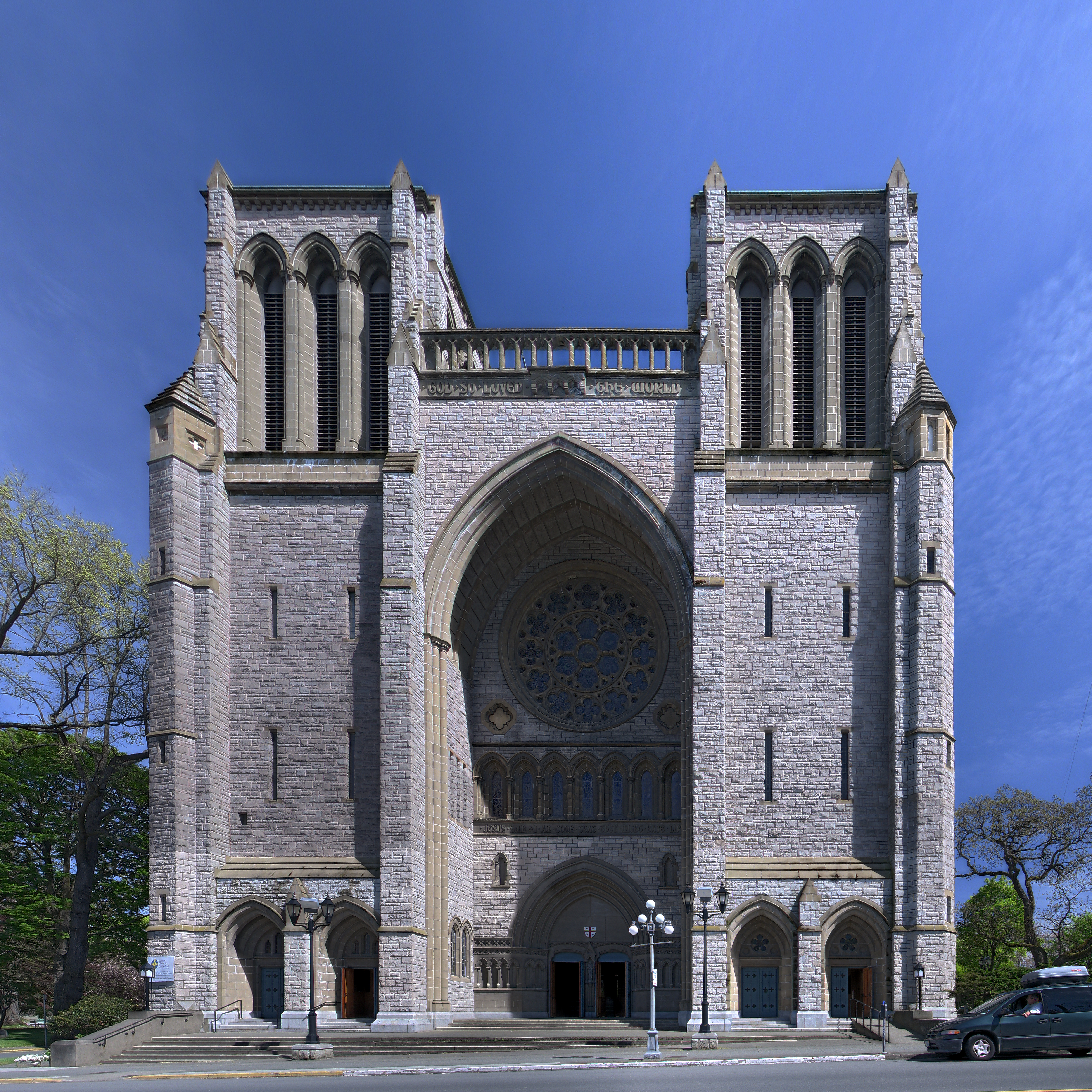
Die Christ Church Cathedral, Anglikanische Kathedrale an der Ecke Burdett Avenue – Quadra Street, erbaut ab 1929

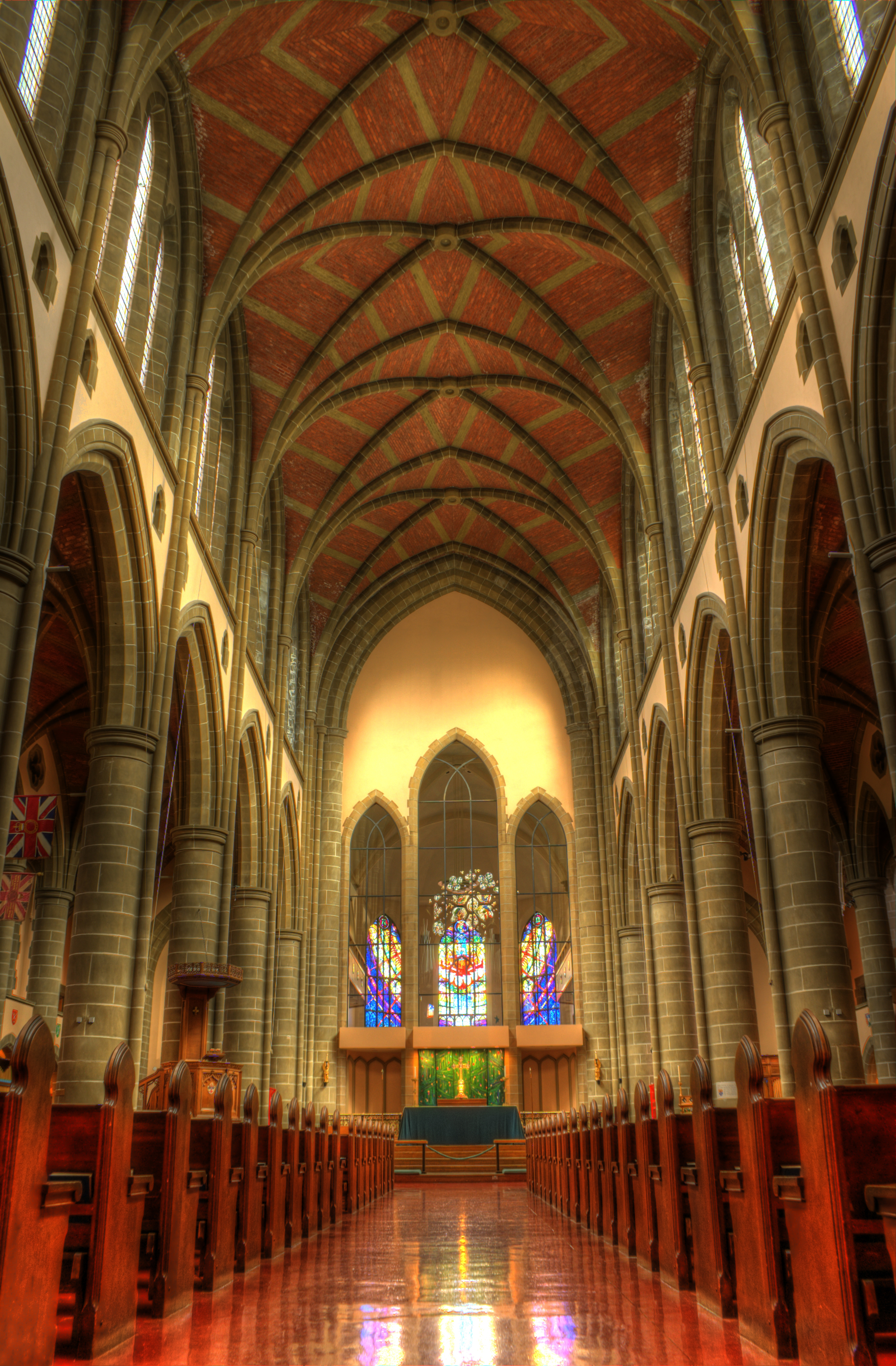
Hauptschiff der Christ Church Cathedral

Victoria war durch die britischen Bewohner von Anfang an anglikanisch. So entstand hier bereits in den 1850er Jahren eine anglikanische Kathedrale, die jedoch abbrannte. Ihre Nachfolgerin wurde durch die heutige Kirche ab 1929 ersetzt. Daneben ist die Church of Our Lord, erbaut 1876, seit 1998 restauriert und unter Denkmalschutz, an der Blanshard Street, zu nennen. Sie gehört der Reformed Episcopal Church, geht auf John Teague zurück, und repräsentiert im Rahmen des historischen Erbes den Stil des so genannten Carpenter Gothic oder Rural Gothic. Gouverneur James Douglas war 1874 eines der Gründungsmitglieder der Gemeinde und spendete ihr das Grundstück. In der Kirche befindet sich eine Bostoner Orgel (Appleton Organ) von 1827, die 1875 nach Victoria kam. Die benachbarte Cridge Hall stammt von Samuel Maclure.

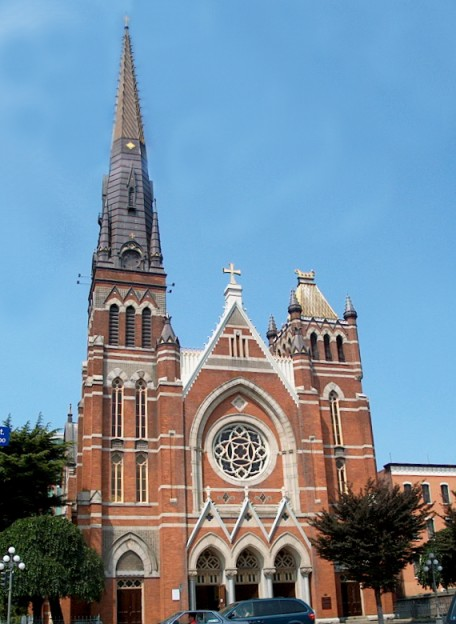
Die katholische St. Andrews-Kathedrale, erbaut 1890–1892

Das katholische Pendant ist die St Andrews Cathedral. Sie ist die dritte Kathedrale, denn die erste war von 1858 bis 1884 die heutige Kapelle des St. Ann's Convent in der Humboldt Street; die zweite war von 1884 bis 1892 das heutige St. Andrew's Square Building, nahe der heutigen Kathedrale. Die heutige Kathedrale entstand nach dem Vorbild einer Kirche bei Québec. Dieser als High Victorian Gothic Style bezeichnete Baustil übernahm auch zahlreiche Elemente aus dem mittelalterlichen Kirchenbau Europas. In der Krypta liegt der erste Bischof von Victoria Modeste Demers begraben, im Amt von 1847 bis 1877.
Für die St. Andrew's Presbyterian Church lieferte Alexander Linnemann aus Frankfurt 1890 Glasfenster, Unterlagen befinden sich Im Linnemann-Archiv.

### Musik und Theater
Beim Jazzfest International, das am letzten Juni-Wochenende stattfindet, ziehen über 300 Musikgruppen in zehn Tagen weit mehr als 35.000 Zuschauer an. Das Festival wurde von der Victoria Jazz Society 1985 ins Leben gerufen. 2002 trat hier etwa Dave Brubeck auf. 1995 entstand das jährlich zum Labour Day stattfindende Vancouver Island Blues Bash. Mit 150.000 Besuchern pro Jahr ist allerdings das von der Inter-Cultural Association (ICA) organisierte Folkfest das größte Open-Air-Festival auf Vancouver Island.
Noch stärker den historischen Wurzeln, in diesem Fall den schottischen, ist das Victoria Highland Games and Celtic Festival verpflichtet, das 2016 zum 153. Mal stattfand. Es geht auf die um 1860 entstandene St. Andrew’s and Caledonian Society und die Sir William Wallace Society zurück, die die Veranstaltung erstmals 1864 abhielten. Dudelsack- und Tanzaufführungen finden im Bullen Park in Esquimalt statt.
Das Gleiche gilt für die andere kulturelle Hauptwurzel Victorias neben der europäischen, die indianische Kultur. Jährlich Ende Juli/Anfang August findet das dreitägige First People's Festival statt. Es wird vom Victoria Native Friendship Centre und dem Royal British Columbia Museum organisiert.
Das seit 1941 bestehende Victoria Symphony (-Orchester) tritt im Royal Theatre und im Farquhar-Auditorium der Universität zwischen September und Mai auf. Freiluftkonzerte geben die Symphoniker an allen zehn Feiertagen – die Veranstaltung heißt Symphony Splash und findet im Inneren Hafen statt. Die 1980 begründete Pacific Opera Victoria (POV), der erst wenige Jahre bestehende Philharmonic Choir und Ballet Victoria (gegründet 2002) treten im Macpherson oder im Royal Theatre auf, der Chor auch in Kirchen. Daneben existiert noch seit 1864 die Royal Canadian Artillery Band.

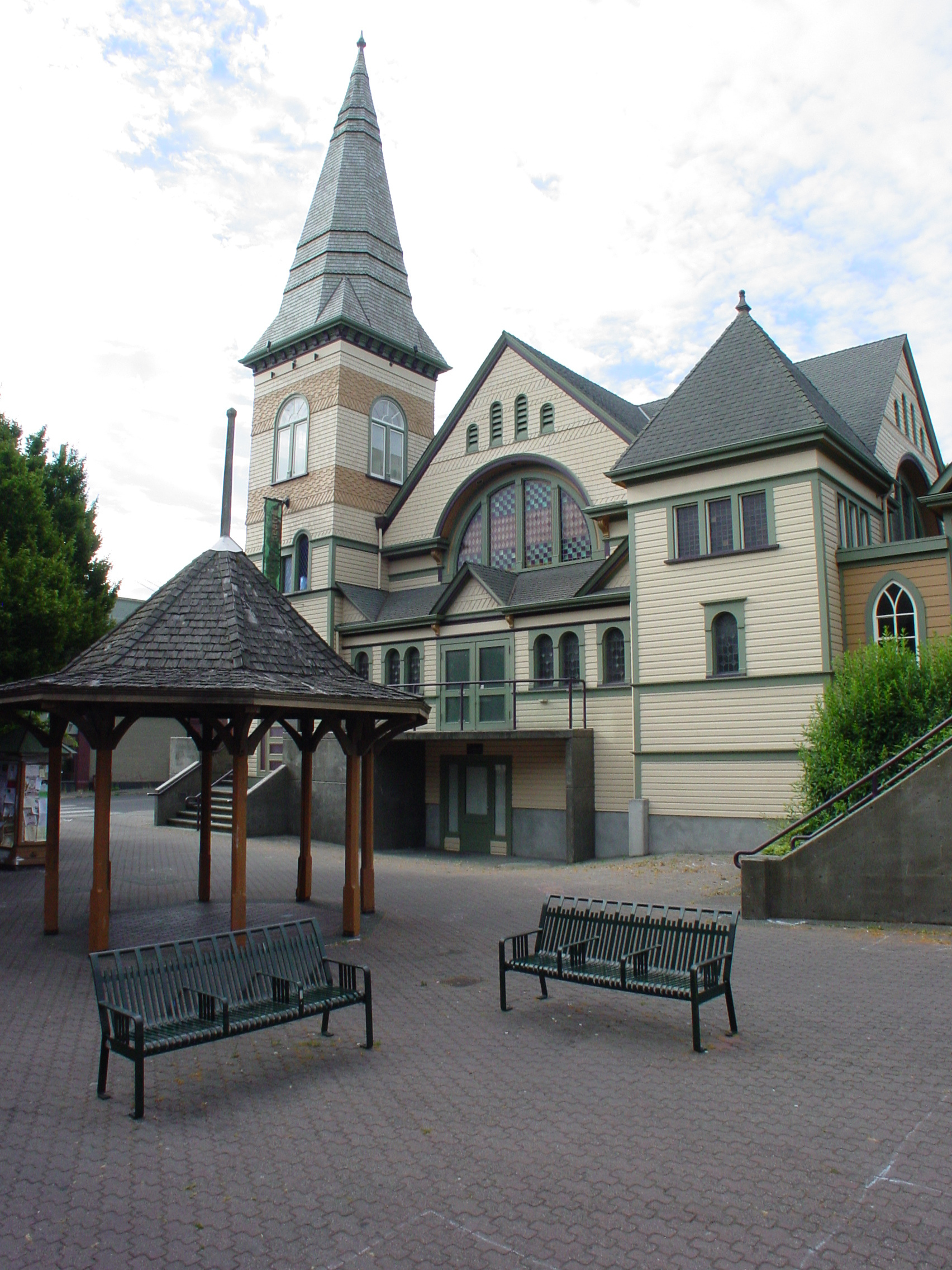
Belfry-Theater

Mehrere Theater prägen die Stadt mit. Zum einen sind dies das von der Royal & McPherson Theatres Society unterhaltene Royal Theatre in 805 Broughton Street (1913 gegründet) und das McPherson Playhouse (1914) in 3 Centennial Square. Das Bastion Theatre musste 1988 seinen Bankrott erklären, und auch das New Bastion Theatre war ohne Fortune (1992 Pleite). Hingegen überlebt das Belfry Theatre seit 1974 bzw. 1976. Daneben gibt es ein universitäres Theater, das Phoenix Theatre, dann das Kaleidoscope Theatre und das Intrepid Theatre.

## Wirtschaft und Infrastruktur

### Wirtschaft
Hauptbeschäftigungszweige sind Tourismus, Bildung, die Regierung und die Behörden, sowie Dienstleistungen. Zahlreiche Banken und zunehmend Technologie-Unternehmen prägen außerdem das Bild. Dementsprechend hoch sind die Löhne, und vor allem die Immobilienpreise.

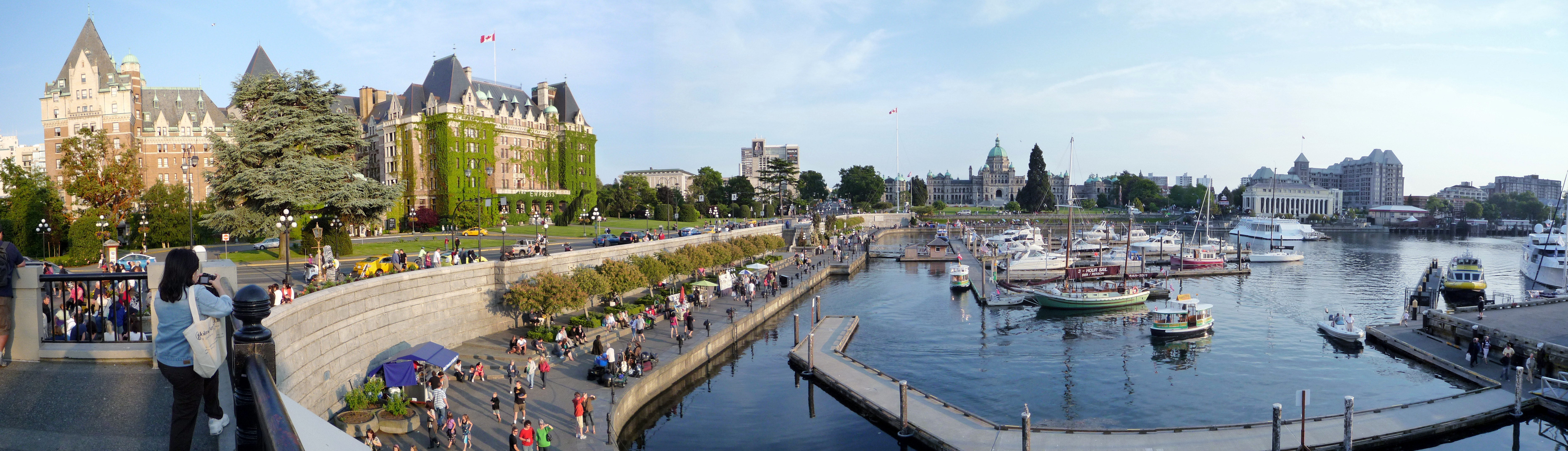
Der älteste Hafen, der Inner Harbour

Die Stadt ist zudem Sitz des Dominion Astrophysical Observatory und der University of Victoria, zwei bedeutenden Arbeitgebern. Eine wichtige Rolle spielt nach wie vor der Hafen, der eigentlich aus drei Häfen besteht, dem Outer Harbour für Hochseeschiffe, dann dem Inner und der Upper Harbour, dazu kommt noch der von Esquimalt. Die Verschiffung von Rohstoffen leidet allerdings unter dem Verfall des US-Dollars, der Holz, Lachs und inzwischen auch Mineralien für den südlichen Nachbarn stark verteuert hat.
In den Nachkriegsjahren erlebte Victoria einen beachtlichen Wirtschaftsboom. Dabei spielte der Druck, den die British Columbia Social Credit Party (die 1952 über 30 % der Wähler mobilisierte) auf die konservativen und liberalen Kräfte ausübte, eine erhebliche Rolle. Sie bildete, von jenen anfangs gestützt, eine Minderheitsregierung. In den Wahlen von 1956 gewann sie sogar 38 %. W. A. C. Bennett wurde für die nächsten 20 Jahre Premierminister. Er startete ein ehrgeiziges Infrastrukturprogramm, das auf den Einnahmen der damaligen Wachstumsindustrien Holz, Rohstoffe und Energie basierte. British Columbia Electric Railway und British Columbia Power Company wurden verstaatlicht und zusammen mit kleineren Elektrizitätsunternehmen zu BC Hydro zusammengefasst. Mehrere Dämme wurden gebaut, ein Abkommen über Stromlieferungen mit den USA geschlossen. Im Nordosten der Provinz erschloss man Öl und Gas.
Außerdem richtete die Regierung BC Ferries ein, ein Fährennetz, das das ebenfalls im Provinzbesitz befindliche Straßennetz ergänzte. Die wirtschaftlichen Möglichkeiten zogen wiederum zahlreiche Künstler, Schriftsteller und Wissenschaftler in die als angenehm wahrgenommene und beworbene Stadt. Dazu kam der Wirtschaftsboom in Ostasien, allen voran Japan. Da Victoria stark von der Politik seines größten Arbeitgebers abhing, hing vom Staat vieles ab. Als BC Hydro die ersten Verluste bekanntgab, verlor die British Columbia Social Credit Party die Wahl von 1972, doch kehrte sie bereits 1975 zurück und verlor erst nach Korruptionsskandalen 1991 endgültig die Macht.
Glen Clark, früherer Präsident der BC Federation of Labour, wurde neuer Parteiführer der British Columbia New Democratic Party (NDP) und gewann 1996 die Wahl. Mit dem Regierungswechsel setzte man stärker auf Tourismus. So wurden zahlreiche Parks eingerichtet. Arbeitslosigkeit und Steuern stiegen jedoch. Der Plan, eine Schiffbauindustrie neu aufzubauen, scheiterte. 2001 wurde auch die NDP abgewählt. Sieger war Gordon Campbells British Columbia Liberal Party mit 77 von 79 Sitzen. Er ließ die Einkommensteuer senken und verkaufte die Eisenbahngesellschaft British Columbia Railway an die Canadian National Railway. Ab 2002 wurden große Teile der Energieproduktion für private Unternehmen geöffnet, die dazu übergingen, neue Staudämme zu bauen. Neben gravierenden ökologischen Folgen untergräbt dies vielfach die Förderung des Tourismus. Viel entscheidender war aber die Übernahme Hongkongs durch die Volksrepublik China, was zahlreiche vermögende Chinesen nach British Columbia brachte, vor allem nach Vancouver. Ihr Kapital, dazu der schnell wachsende pazifische Wirtschaftsraum, machte Victoria zu einer vermögenden Stadt. Dennoch zeichnet sich seit Sommer 2006 ein Rückgang der Immobilienpreise ab, der die Finanzkrise in den USA ankündigte.
Dies bremste auch das Wachstum der bis 2006 wichtigsten Industrie in Victoria, des Tourismus. Zwischen 1998 und 2007 stieg die Zahl der Touristen von rund 2,2 Millionen auf über 3,6 Millionen an, ihre Aufenthaltsdauer schwankte zwischen 2,0 und 3,5 Tagen. Sie gaben jährlich zwischen 1,0 und 1,2 Milliarden Dollar aus. Lange Zeit überwogen dabei Touristen aus den USA – sie machten um 2000 noch fast 40 % der Touristen aus, seither hat sich ihr Anteil halbiert –, doch inzwischen nimmt die Zahl der Touristen aus Asien und Europa zu. Große Hoffnungen macht man sich auf Touristen aus China. Dazu kommen zahlreiche Kurzzeitbesucher, wie etwa Reisende der Kreuzfahrtschiffe, die am Ogden Point Terminal anlegen. Ihre Zahl belief sich im Jahr 2007 auf weit über 300.000. Von diesen Kurzzeittouristen übernachteten 2009 rund drei Viertel in der Stadt, insgesamt 87 % aller Touristen. Die Tagesausgaben fielen allerdings von 273 Dollar (2007) auf 247 Dollar (2009). 77 % der Besucher des Jahres 2009 waren schon vorher mindestens einmal in Victoria, 18 % kamen jährlich mindestens sechsmal. 47 % gaben an, zum Vergnügen zu kommen, 24 % besuchten Verwandte und Freunde, 6 % kamen zur Hochzeit oder Beerdigung, in Krankenhäuser und vor allem zu Bildungsinstituten. Rund 42 % der Besucher kamen aus der Provinz, 13 % aus dem benachbarten US-Bundesstaat Washington.
Inzwischen setzen aber Hightech-Unternehmen mehr als 1,6 Milliarden Dollar um, und lassen die bisher größte Industrie damit hinter sich. Das betrifft auch die Zahl der Arbeitsplätze. Unternehmen wie GenoLogics Life Sciences Software in der Softwareindustrie, aber auch solche wie Triton Logging – die Umweltpreise gewannen, obwohl sie zur Holzindustrie gehören, sich jedoch von den vorherrschenden Praktiken der Industrie absetzte – oder Etraffic Solutions, Contech Electronics, Archipelago Marine Research usw. beschäftigen inzwischen immer mehr Mitarbeiter. Insgesamt ist Victoria eine Stadt, ähnlich wie die ganze Provinz, deren Arbeitsmarkt auf zahllosen Klein- und Mittelbetrieben basiert.
Trotz dieser widerstandsfähigen Strukturen stieg die Arbeitslosenquote in Greater Victoria von kaum mehr als 3 % im Mai 2008 auf 6,4 % im Mai 2009. Besonders stark litten die Bereiche Lebensmittel und Gastgewerbe, wo innerhalb eines Jahres 6.700 Stellen verschwanden. Aber auch der technisch-wissenschaftliche Bereich verzeichnete einen Rückgang von 3.200 Stellen, ähnlich wie der öffentliche Sektor mit 3.000 Stellen. Dennoch lag die Arbeitslosenquote unter der in der Provinz (7,4 %) oder der in Kanada (8,4 %). Im Juli 2009 lagen die entsprechenden Werte bei 6,1 bzw. 7,8 und 8,7 %.

### Verkehr

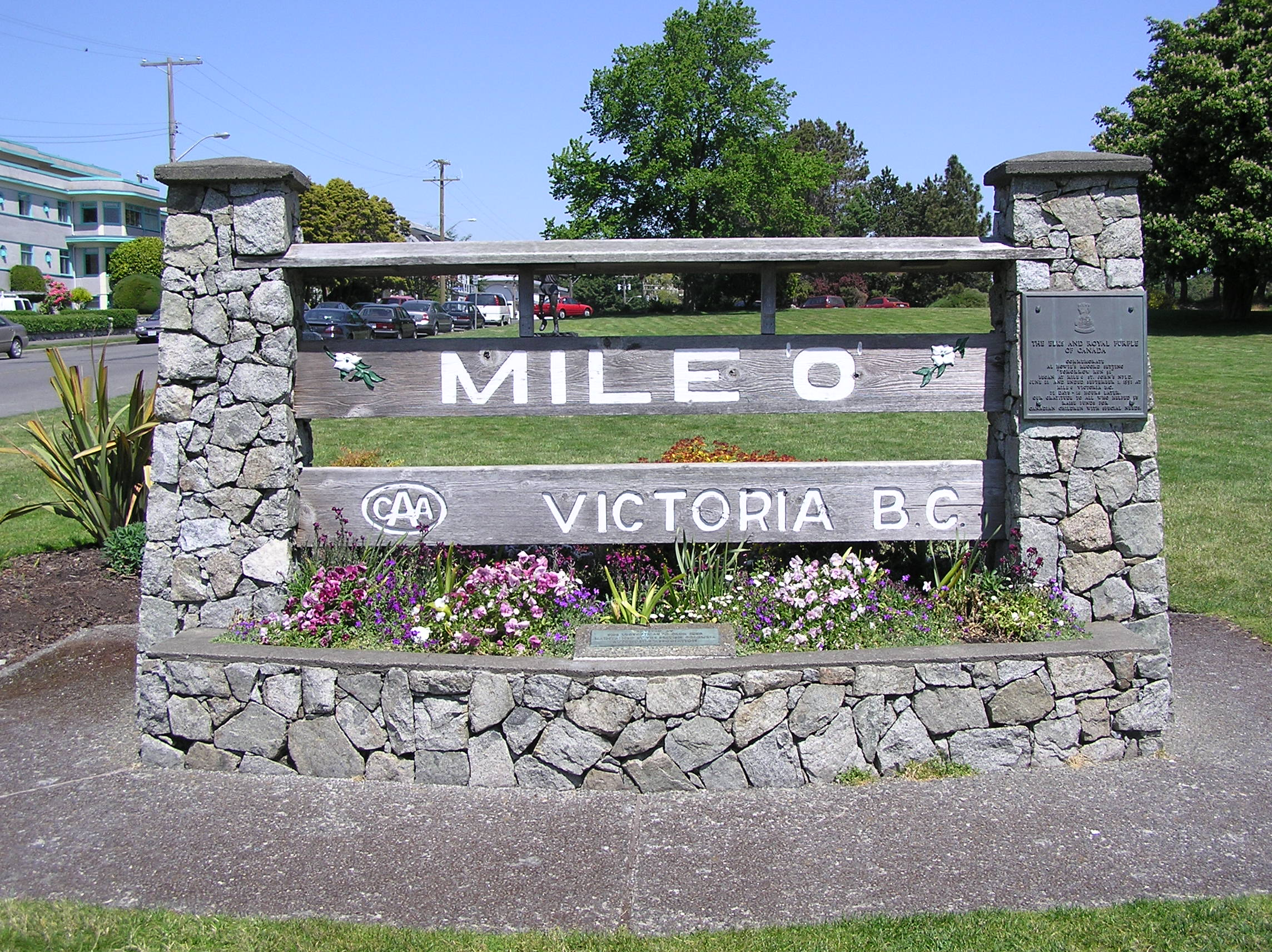
Mile 0 kennzeichnet den Anfang bzw. das Ende des Trans-Canada Highway

Victoria liegt am Trans Canada Highway, der genau an der Ecke Douglas Street/Dallas Road beginnt und als Highway 1 durch die Stadt führt. Die ersten Pkws kamen 1899, die ersten Busse kamen 1923 zum Einsatz. Zwar wurden 1945 Trolleybusse eingesetzt, doch 1948 stellte man den Betrieb der seit 1890 mit 6 Street Cars eröffneten Straßenbahnen ein. 1961 wurde BC Electric von BC Hydro (eigentlich BC Hydro and Power Authority) übernommen. Derzeitiger Eigner ist BC Transit, eine Crown Corporation, also ein staatlich kontrolliertes Unternehmen. Im Jahr 2000 führte Victoria als erste Stadt in Nordamerika den regulären Busbetrieb mit Doppeldeckern ein, 1992 hatte die Stadt als erste in der Provinz Niederflurfahrzeuge eingeführt.
Die Stadt verfügt über einen internationalen Flughafen, den Flughafen Victoria International (IATA-Code: YYJ, ICAO-Code: CYYJ, englisch Victoria International Airport). Der Flughafen liegt außerhalb von Victoria in der Gemeinde Sidney, wo auch ein Flughafen für Wasserflugzeuge ist. Viele Wasserflugzeuge verkehren jedoch vom Flughafen im Inneren Hafen (IATA-Code: YWH, ICAO-Code: CYWH, englisch Victoria Inner Harbour Airport oder auch Victoria Harbour Water Airport), sowohl nach Seattle als auch zum Flughafen und Hafen von Vancouver. Der Flughafen im Inneren Hafen ist auch einer der wichtigen Orte, von denen aus die anderen Wasserflugplätze der Insel angeflogen werden.

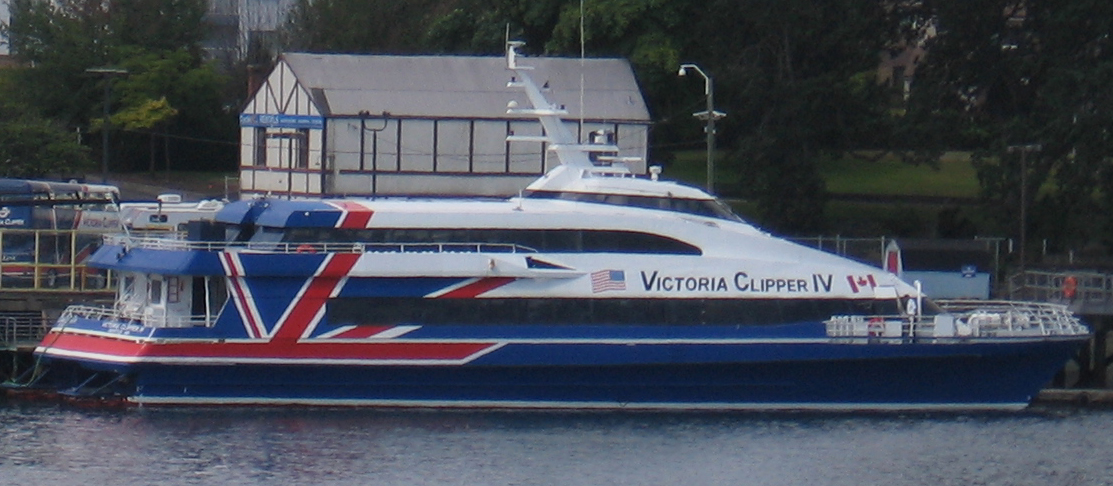
Victoria Clipper, Katamarane, die Victoria mit Seattle verbinden

Ablegestelle der Fähren von BC Ferries zum Tsawwassen Ferry Terminal südlich von Vancouver und zu mehreren Gulf Islands ist der Swartz Bay Ferry Terminal knapp 30 km nördlich des Ortskerns von Victoria. Washington State Ferries hingegen hat ihre Anlegestelle in Sidney, von wo sie nach Friday Harbor, Orcas Island und nach Anacortes im US-Bundesstaat Washington fährt. Vom Inneren Hafen fährt weiterhin noch eine Autofähre, die Coho der US-amerikanischen Black Ball Ferry Line, nach Port Angeles, dazu verkehren von dort Hochgeschwindigkeits-Fähren nach Seattle und Vancouver.

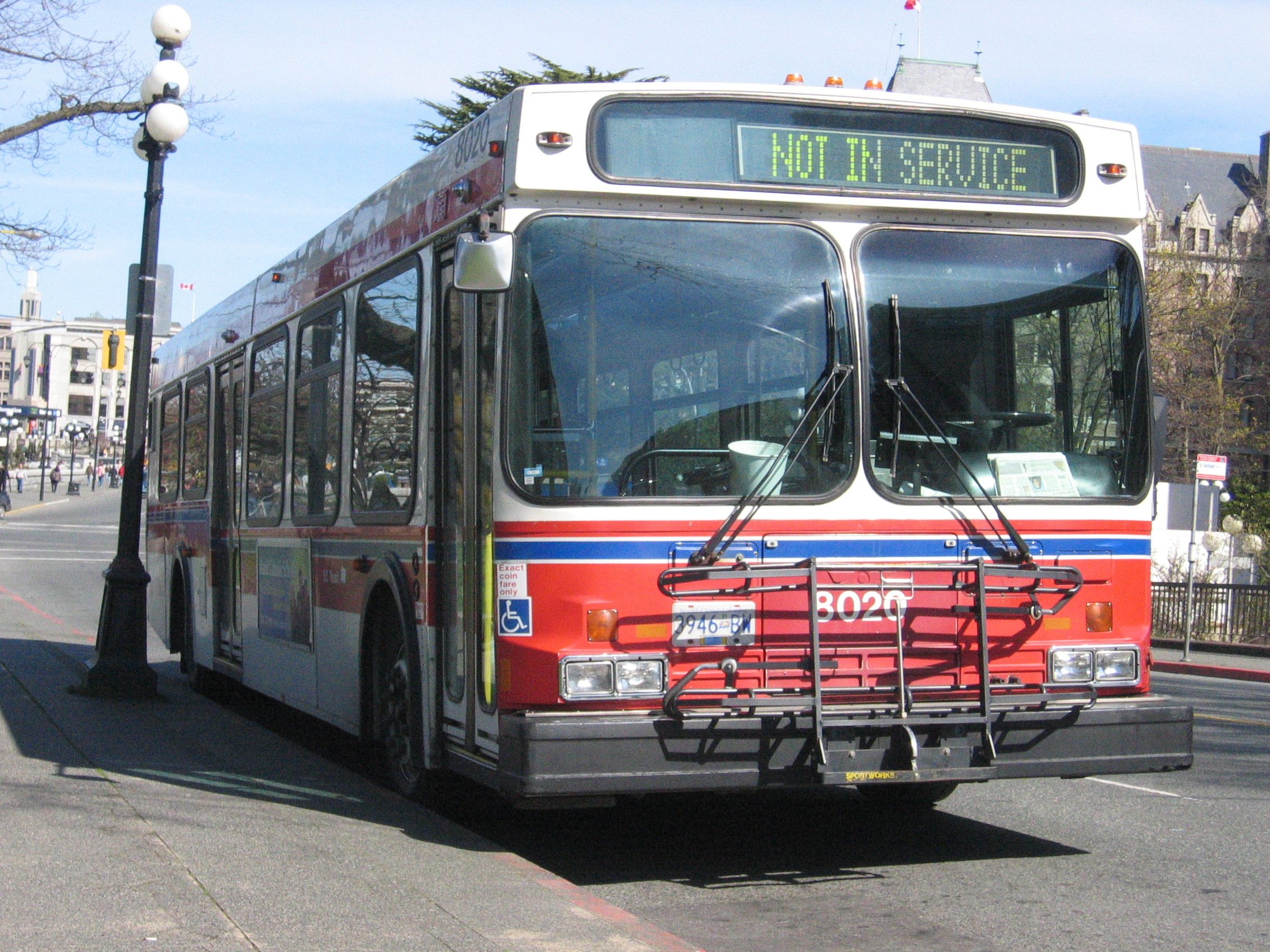
Bus vor dem Royal British Columbia Museum

Rückgrat des öffentlichen Personennahverkehrs (ÖPNV) bildet das umfangreiche Stadtbussystem des Victoria Regional Transit System, das wiederum zu BC Transit gehört. Die Gesellschaft ist mit Ausnahme von Vancouver für den gesamten ÖPNV in British Columbia zuständig und hat ihren Hauptsitz in Victoria. Ihre Entstehung geht auf das Jahr 1890 und die National Electric Tramway and Light Company zurück. Diese wurde als Folge eines 55 Opfer fordernden Verkehrsunfalls an der Point Ellice Bridge von der British Columbia Electric Railway übernommen. BC Transit hat im Mai 2011 eine Machbarkeitsstudie veröffentlicht, nach der ein schienengebundenes System mit auf eigener Trasse fahrenden Straßenbahnen („light rail“) künftige Anforderungen wirtschaftlicher und ökologischer erfüllen könne als das bestehende Bussystem.
Diese Einschätzung gilt als Neuorientierung, da mit gleichlautender Argumentation das bis in die 1950er Jahre bestehende Straßenbahnsystem abgeschafft wurde – ebenso wie die Bahnlinie der Esquimalt and Nanaimo Railway, die nach Nanaimo, Port Alberni und Courtenay verkehrte und ebenfalls reaktiviert werden soll.
Ein Radwegenetz wurde in den letzten Jahren unter Einbeziehung bestehender Routen wie Galloping Goose und Lochside Regional Trail entwickelt.

### Medien
Die älteste Tageszeitung ist der Times-Colonist, der 1980 aus der Verbindung zweier Zeitungen hervorging, nämlich der Victoria Daily Times (gegr. 1884) und dem British Colonist bzw. Daily Colonist, wie er später hieß (gegr. 1858). Die Zeitung zirkuliert mit einer Auflage von über 70.000 Exemplaren und gehört dem Konzern CanWest Global Communications mit Sitz in Winnipeg.
CFCL, den ersten Radiosender in der Stadt, gründete 1923 Clem Davies von der Centennial Methodist Church, der jedoch 1925 aus der Kirche austrat. Der Betrieb wurde dennoch fortgesetzt. 1941 kaufte der Victoria Colonist den Sender und er hieß nun CJVI, 1951 übernahmen Taylor, Pearson & Carson Ltd. die Mehrheit, 1971 hielten die Selkirk Holdings alle Anteile. Der Präsident des Senders John Ansell (bis 1987) wurde 1981 Präsident der Canadian Association of Broadcasters. CVJI unterstützte 1990 die Camosun College Foundation finanziell, die einen Radiosender gründen wollte, und beendete seine Affiliation zur CBC. Am 2. September 2000 stellte CVJI seinen Betrieb ein, doch setzte die Station mit JACK FM ihre Sendungen ab 2004 fort. 1947 entstand als zweiter Radiosender CJZN-FM.
Der erste private Fernsehsender, neben der staatlichen CBC, die bereits 1955 rund zwei Drittel der Haushalte erreichte, nahm am 1. Dezember 1956 seinen Betrieb auf. Damit war CHECK-TV, das David Armstrong gehörte, der von der Radiostation CFCL kam, der zweite Fernsehsender in der Provinz. Das Aufnahmestudio befand sich in 3963 Epsom Drive in Saanich. 1982 ging der Sender an die Western Broadcasting Co. Ltd. Heute gehört der Sender CanWest Global Communications.

### Sport
Professionell Eishockey wurde von 2004 bis 2011 von den Victoria Salmon Kings in der ECHL gespielt. Zur Saison 2011/12 wird nach 17 Jahren wieder ein Team aus Victoria am Spielbetrieb der Western Hockey League teilnehmen. Die Mannschaft Victoria Cougars, die von 1911 bis 1926 existierte, gewann 1925 den Stanley Cup. Der lokale Fußballclub ist Victoria United. Für das Eishockey wurde 2005 eine Hallen-Arena, das Save-On-Foods Memorial Centre (SOFMC) errichtet, das den „Lachskönigen“ gehört. Victoria war Austragungsort der Commonwealth Games 1994.
In der zweiten kanadischen Nationalsportart, Lacrosse, war Victoria wesentlich erfolgreicher. Die Victoria Shamrocks gewannen den Mann Cup, den kanadischen Pokal, 1955, 1957, 1979, 1983 (1983–1994 nach ihrem Sponsor Victoria Payless genannt), 1997, 1999, 2003 und 2005.
Victoria hatte, mit vielfachen Unterbrechungen, bis 2010 ein professionelles Baseball-Team. Doch nur von 2009 bis 2010 spielten dort die Victoria Seals im Royal Athletic Park und nahmen am Ligabetrieb der Golden Baseball League teil.
Für den Segelsport ist das jährlich im Mai stattfindende Rennen Swiftsure International Yacht Race von größter Bedeutung, das im Jahr 2008 zum 65. Mal stattfand. Die Routen führen u. a. zur Clallam Bay, zur Pedder Bay und zum Cape Flattery im äußersten Nordwesten Washingtons.

## Städtepartnerschaften
- Napier, Neuseeland
- Suzhou, China
- Chabarowsk, Russland
- Morioka, Japan